# Liste von Söhnen und Töchtern der Stadt Oakland
Dies ist eine Liste bekannter Persönlichkeiten, die in der US-amerikanischen Stadt Oakland (Kalifornien) geboren wurden. Die Liste erhebt keinen Anspruch auf Vollständigkeit.

## 19. Jahrhundert

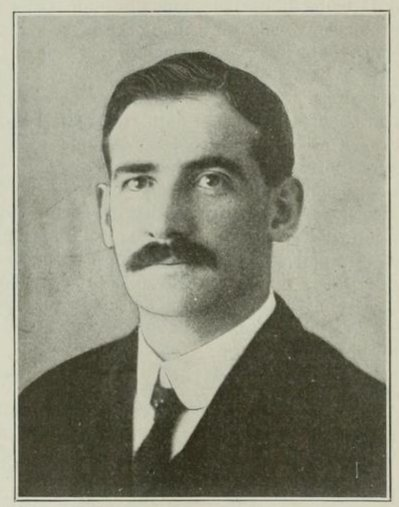
Frederick Gardner Cottrell
(1877–1948)

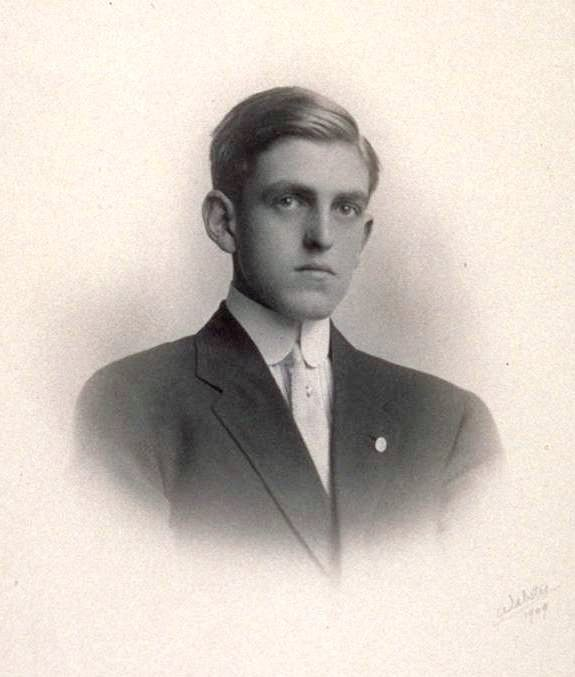
Sidney Howard
(1891–1939)

- Henry Heyman (1855–1924), Geiger und Musikpädagoge
- Foxhall Keene (1867–1941), Pferdezüchter und Sportler
- Theodore Sherman Palmer (1868–1955), Zoologe
- Pauline Powell Burns (1876–1912), Malerin und Pianistin
- Frederick Gardner Cottrell (1877–1948), Chemiker und Erfinder
- Lillian Evelyn Gilbreth (1878–1972), Autorin und Ingenieurin
- Ernst D. van Löben Sels (1879–1965), Ingenieur und Investor
- Waldemar Theodore Schaller (1882–1967), Mineraloge
- Ethel Grey Terry (1882–1931), Stummfilmschauspielerin
- Aaron Sapiro (1884–1959), Rechtsanwalt und landwirtschaftlicher Genossenschaftler
- Willis O’Brien (1886–1962), Tricktechniker
- Clyde Doyle (1887–1963), Politiker und Vertreter von Kalifornien im US-Repräsentantenhaus
- Carmen Phillips (1888–1966), Schauspielerin
- Robert Woolsey (1888–1938), Schauspieler, Musiker und Komiker
- Harry W. Hill (1890–1971), Admiral der United States Navy
- James Van Trees (1890–1973), Kameramann
- Sidney Howard (1891–1939), Dramatiker
- Frank M. Dixon (1892–1965), Politiker, Gouverneur von Alabama
- Ford Quint Elvidge (1892–1980), Politiker, Gouverneur von Guam
- Harry Jones (1895–1956), kanadischer Segler
- Albert White (1895–1982), Basketballspieler und Wasserspringer'
- Anson Weeks (1896–1969), Jazz-Bandleader und Komponist
- John Joseph Allen (1899–1995), Politiker und Vertreter von Kalifornien im US-Repräsentantenhaus
- Virgil Markham (1899–1973), Lehrer und Schriftsteller

## 20. Jahrhundert

### 1901–1920

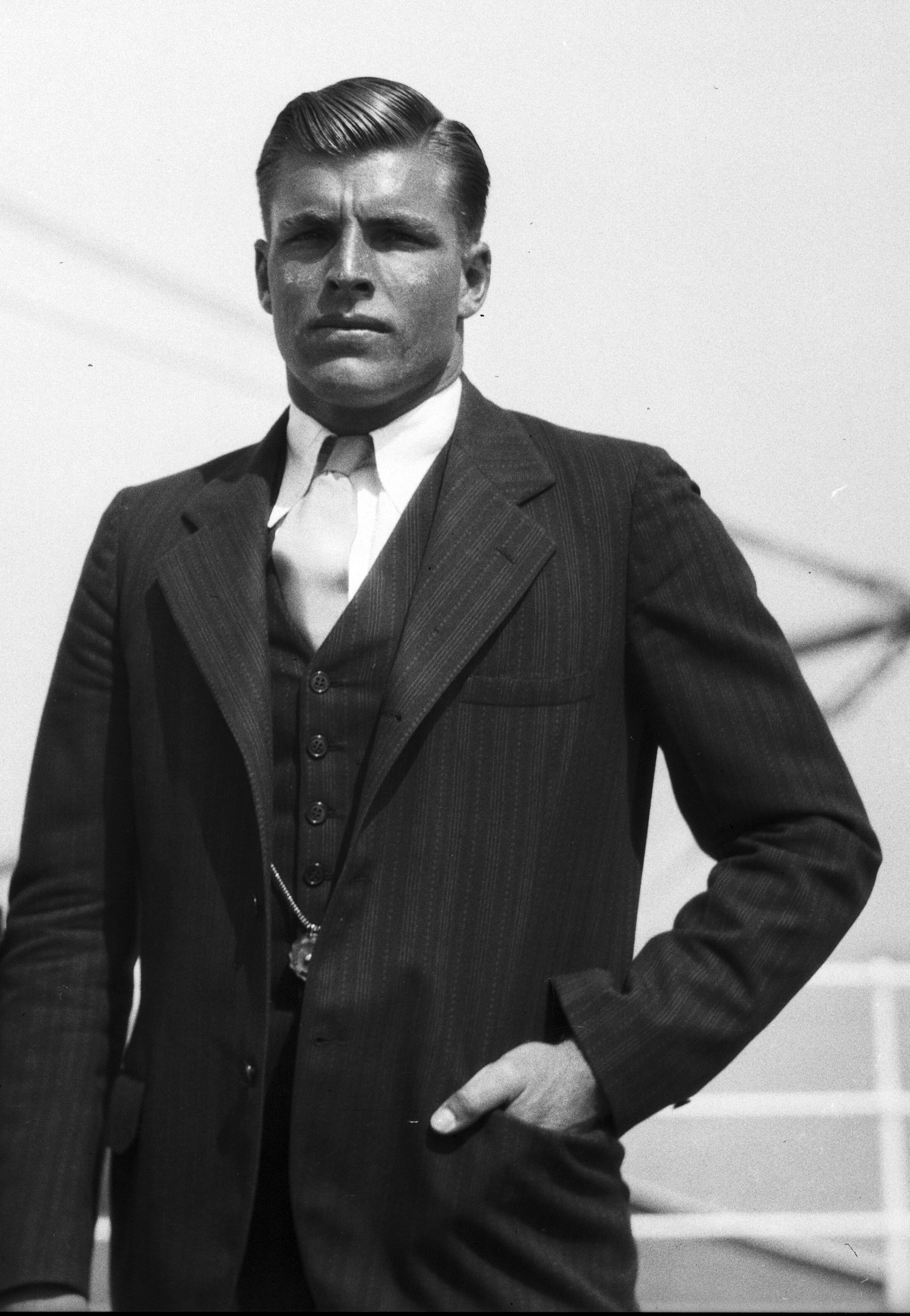
Buster Crabbe
(1908–1983)

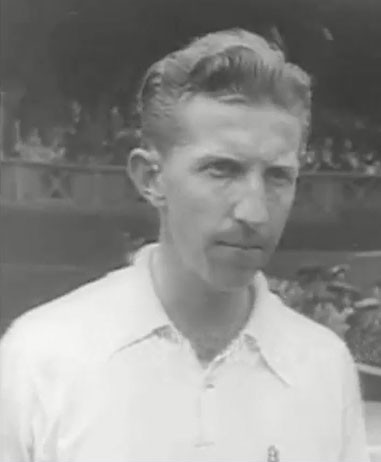
Don Budge
(1915–2000)

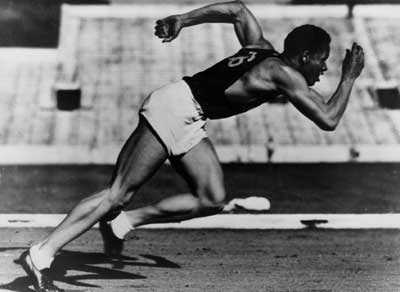
Archie Williams
(1915–1993)

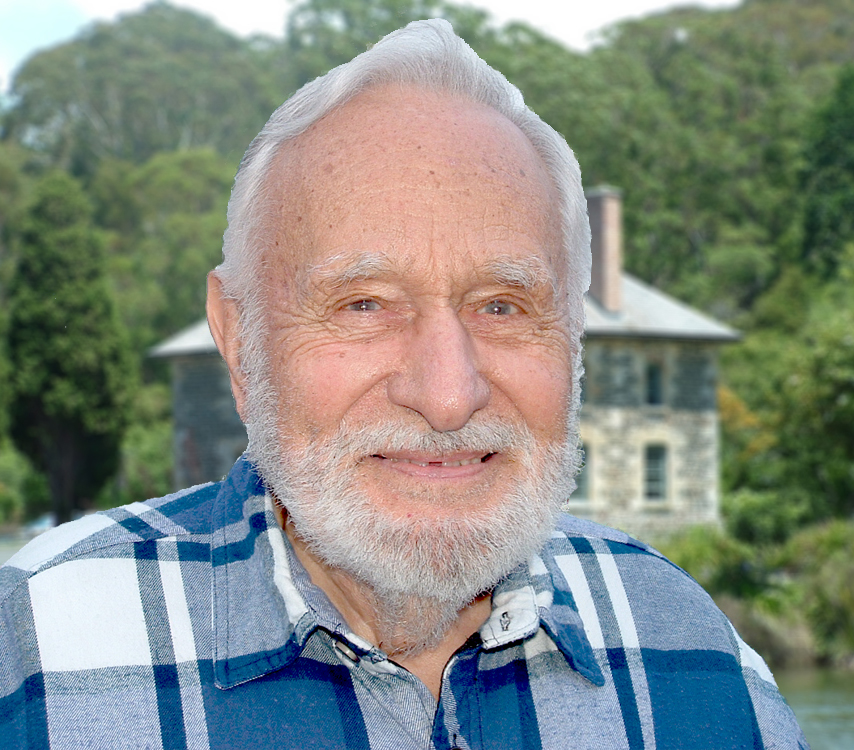
Russell Garcia
(1916–2011)

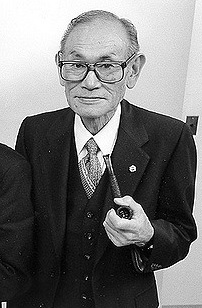
Fred Korematsu
(1919–2005)

- Marjorie Eaton (1901–1986), Schauspielerin und Künstlerin
- Harry Partch (1901–1974), Komponist
- Arthur Austin (1902–1962), Wasserballspieler
- Daniel Mainwaring (1902–1977), Schriftsteller und Drehbuchautor
- Milman Parry (1902–1935), Klassischer Philologe und Homer-Forscher
- Walter Plunkett (1902–1982), Kostümbildner
- Andrew L. Stone (1902–1999), Filmregisseur
- Jack Z. Anderson (1904–1981), Politiker und Vertreter von Kalifornien im US-Repräsentantenhaus
- Dorothy Revier (1904–1993), Schauspielerin
- George Stevens (1904–1975), Regisseur
- Eddie Anderson (1905–1977), Schauspieler und Entertainer
- Teddy Powell (1905–1993), Sänger und Bandleader
- Hubert Caldwell (1907–1972), Ruderer
- Zinky Cohn (1908–1952), Jazzmusiker
- Buster Crabbe (1908–1983), Schwimmer und Schauspieler
- Alvino Rey (1908–2004), Jazz-Gitarrist und Bandleader
- Roy Riegels (1908–1993), College-Football-Spieler
- Peter Clentzos (1909–2006), Stabhochspringer griechischer Herkunft
- Robert Warren Wilson (1909–2006), Wirbeltier-Paläontologe
- Julio Gallo (1910–1993), Weinunternehmer
- Anthony Boucher (1911–1968), Science-Fiction- und Mystery-Autor
- Winslow Hall (1912–1995), Ruderer
- Tony Martin (1913–2012), Sänger und Schauspieler
- Ralph Phillips (1913–1998), Mathematiker
- Daniel Popper (1913–1999), Astronom
- Wally Rose (1913–1997), Jazzmusiker
- Jo Van Fleet (1914–1996), Schauspielerin
- Miles White (1914–2000), Kostümbildner
- John F. Baldwin (1915–1966), Politiker und Vertreter von Kalifornien im US-Repräsentantenhaus
- Pamela Blake (1915–2009), Schauspielerin
- Don Budge (1915–2000), Tennisspieler
- Bonnie Cashin (1915–2000), Modedesignerin
- Carl B. Koford (1915–1979), Biologe
- Archie Williams (1915–1993), Sprinter und Olympiasieger
- Russell Garcia (1916–2011), Komponist und Arrangeur
- Jake Porter (1916–1993), Jazztrompeter, Songwriter und Musikproduzent
- Herbert Anderson (1917–1994), Schauspieler
- Kenneth Tobey (1917–2002), Theater- und Filmschauspieler
- David Berg (1919–1994), Prediger und Gründer der Religionsgemeinschaft Children of God
- Robert Duncan (1919–1988), Dichter
- Fred Korematsu (1919–2005), US-amerikanischer Bürgerrechtler japanischer Herkunft
- John Carl Warnecke (1919–2010), Architekt
- Robert D. Fraser (1920–2000), Immobilien-Projektentwickler
- Don D. Jackson (1920–1968), Psychiater und Psychotherapeut
- Jerome Richardson (1920–2000), Jazzmusiker

### 1921–1930

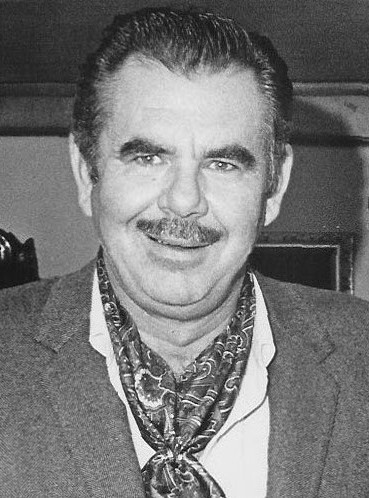
Russ Meyer
(1922–2004)

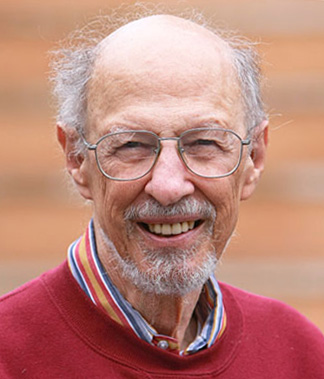
Fernando José Corbató
(1926–2019)

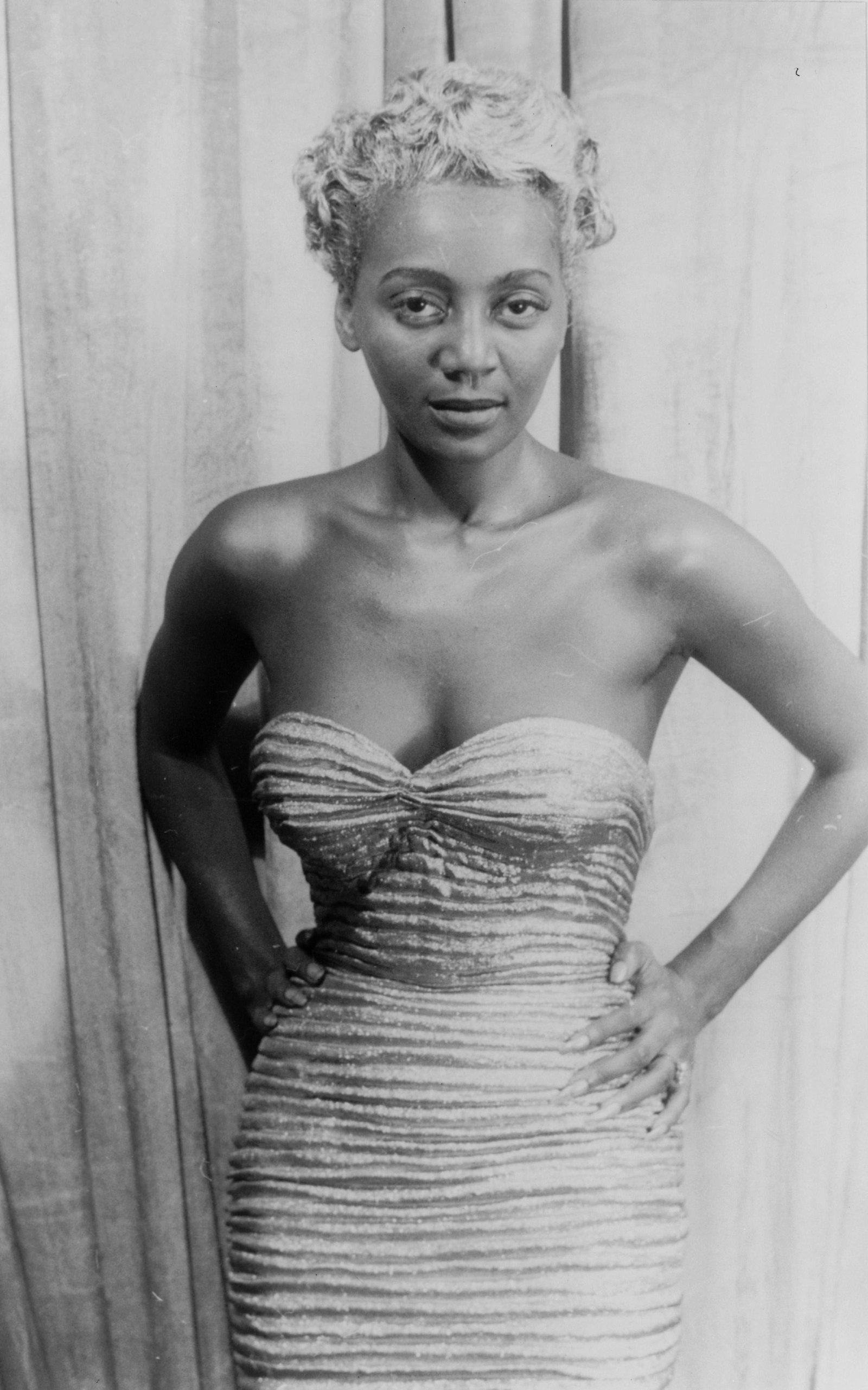
Joyce Bryant
(1927–2022)

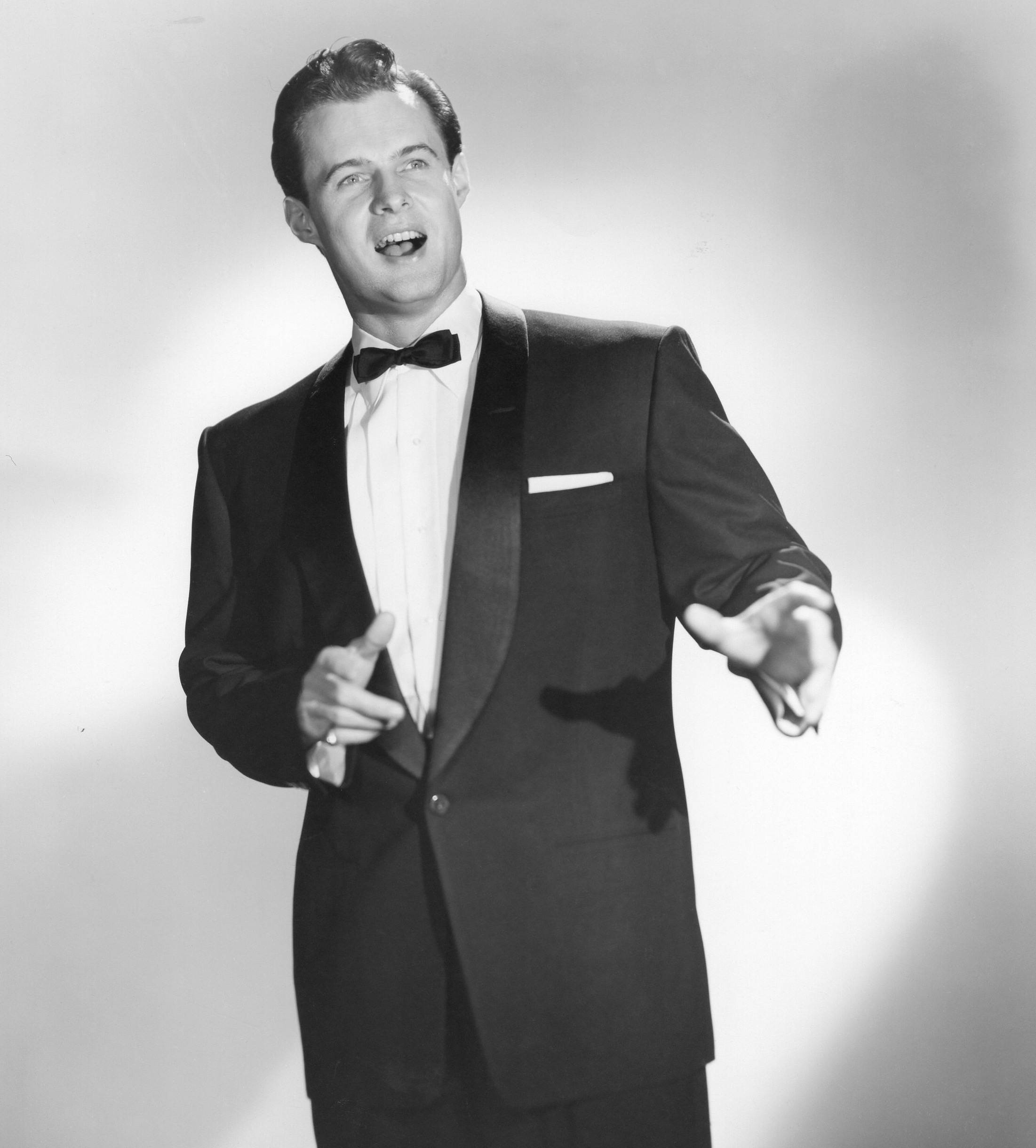
Claude Heater
(1927–2020)

- William Bergsma (1921–1994), Komponist
- Alfred Coppel (1921–2004), Science-Fiction-Autor
- Peter Hansen (1921–2017), Schauspieler
- Thomas Schelling (1921–2016), Ökonom und Nobelpreisträger
- Clarence Anderson (1922–2024), Jagdflieger im Zweiten Weltkrieg
- Gloria Dea (1922–2023), Zauberkünstlerin und Schauspielerin
- Russ Meyer (1922–2004), Regisseur, Drehbuchautor und Produzent
- Jim Pollard (1922–1993), Basketballspieler
- Essex Scott (≈1922–1960), R&B-Sänger
- William Sylvester (1922–1995), Schauspieler
- James Weeks (1922–1998), Maler
- Warren Barker (1923–2006), Komponist
- Don Barksdale (1923–1993), Basketballspieler, Mitglied des US-Olympiateams
- Richard Doell (1923–2008), Geophysiker
- Barbara Graham (1923–1955), Mörderin
- Clarence Ross (1923–2008), Bodybuilder
- David Turner (1923–2015), Ruderer
- William Bade (1924–2012), Mathematiker
- David S. Hogness (1925–2019), Biochemiker, Genetiker, Entwicklungsbiologe und Hochschullehrer
- Marty Paich (1925–1995), Jazz-Pianist, Komponist, Arrangeur und Produzent des Modern Jazz und des West Coast Jazz
- Rudy Salvini (1925–2011), Jazztrompeter und Bandleader
- Leland Smith (1925–2013), Komponist, Fagottist und Musikpädagoge
- Ian Turner (1925–2010), Ruderer
- Fernando José Corbató (1926–2019), Informatiker und Turingpreisträger
- Ed Elisian (1926–1959), Automobilrennfahrer
- Marilyn Knowlden (* 1926), Kinderschauspielerin
- Bill Pursell (1926–2020), Pianist und Arrangeur
- David W. Smith (1926–1981), Pädiater und Morphologe
- Herb Wong (1926–2014), Jazzhistoriker, Hörfunkjournalist, Musikpädagoge und Autor
- Claude Heater (1927–2020), Opernsänger und Schauspieler
- Fred Silva (1927–2004), Schiedsrichter im American Football
- Joyce Bryant (1928–2022), Sängerin
- John Stephen Cummins (1928–2024), römisch-katholischer Bischof von Oakland
- Norman J. Silberling (1928–2011), Paläontologe und Geologe
- Richard Wyands (1928–2019), Jazzpianist
- Scotty Beckett (1929–1968), Schauspieler und Krimineller
- Dick Buek (1929–1957), alpiner Skirennläufer und Stuntpilot
- Patricia Elsener (1929–2019), Wasserspringerin
- William Clark junior (1930–2008), Diplomat
- Robert Culp (1930–2010), Schauspieler
- Stanley Miller (1930–2007), Biologe und Chemiker

### 1931–1940

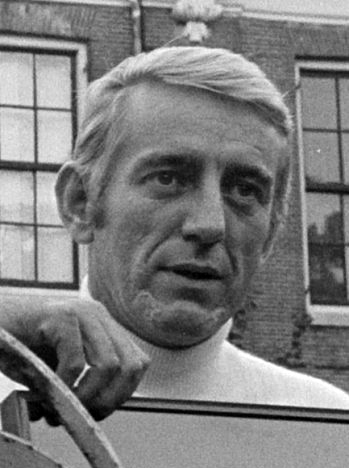
Rod McKuen
(1933–2015)

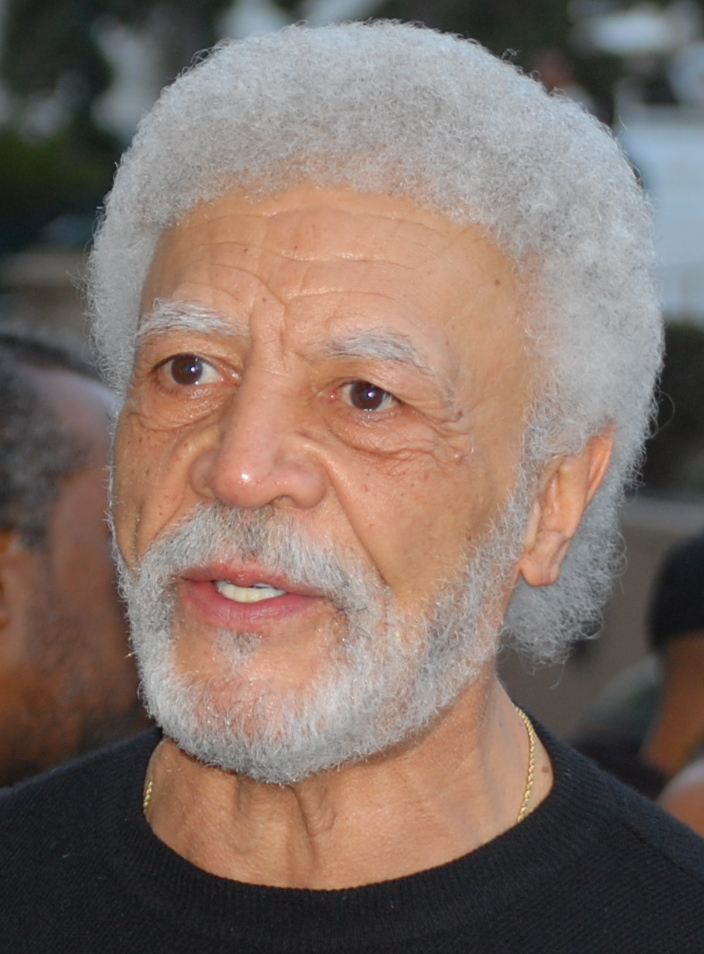
Ron Dellums
(1935–2018)

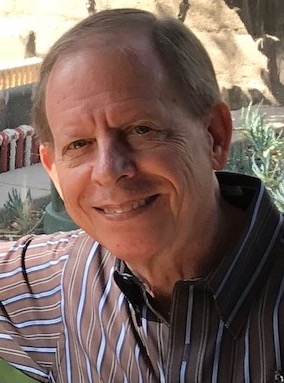
Henry Z Jones, Jr.
(* 1940)

- Earl Freeman (1931–1994), Jazzmusiker
- John Hamber (1931–2013), Segler von den Amerikanischen Jungferninseln[1]
- Edwin Meese (* 1931), Politiker
- Whitney Reed (1932–2015), Tennisspieler
- Rod McKuen (1933–2015), Singer-Songwriter, Lyriker und Komponist
- Ron Tomsic (* 1933), Basketballspieler[2]
- William Arveson (1934–2011), Mathematiker
- Tony Lema (1934–1966), Golfspieler
- Ron Dellums (1935–2018), Politiker; Bürgermeister von Oakland
- Aryeh Kosman (1935–2021), Philosoph und Philosophiehistoriker
- Warren Lavorel (1935–2011), Diplomat
- Frederick N. Tebbe (1935–1995), Chemiker
- Carla Bley (1936–2023), Jazzmusikerin, Komponistin, Arrangeurin, Bandleader, Pianistin und Organistin
- Carlo D’Este (1936–2020), Militärhistoriker und Sachbuchautor
- Peter E. Palmquist (1936–2003), Sammler, Fotohistoriker und Fotograf
- Jim Warren (1936–2021), Mathematiker, Informatikpädagoge, Computerspezialist, Unternehmer, Redakteur, Herausgeber und Aktivist
- Mary W. Marzke (1937–2020), Anthropologin und Professorin
- Chester Gorman (1938–1981), Anthropologe und Archäologe
- David L. Mills (1938–2024), Informatiker
- Nancy Simons (* 1938), Schwimmerin[3]
- Eugene E. Habiger (1939–2022), General der United States Air Force
- Ron Hudson (1939–2011), Fotograf
- Harry Noller (* 1939), Molekularbiologe
- John Vaio (1939–2021), Gräzist
- William Van Horn (* 1939), Comiczeichner
- George Wethern (* 1939), ehemaliger Hells Angel
- William P. Baker (* 1940), Politiker und Vertreter von Kalifornien im US-Repräsentantenhaus
- Henry Z Jones, Jr. (* 1940), Schauspieler, Musiker, Genealoge und Autor
- Dakin Matthews (* 1940), Schauspieler
- Jim McManus (1940–2011), Tennisspieler
- Mills Watson (* 1940), Schauspieler

### 1941–1950

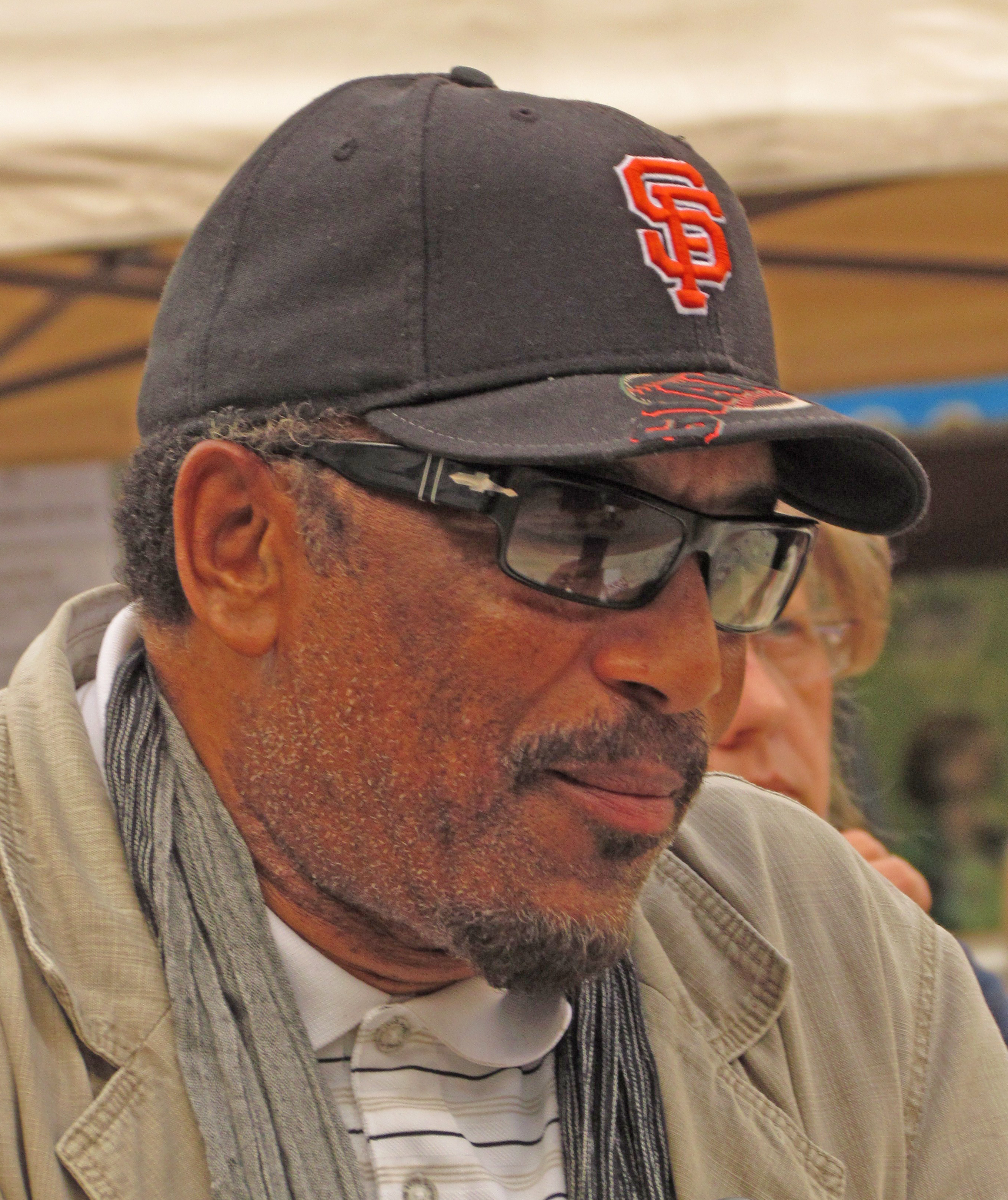
Ron Williams
(* 1942)

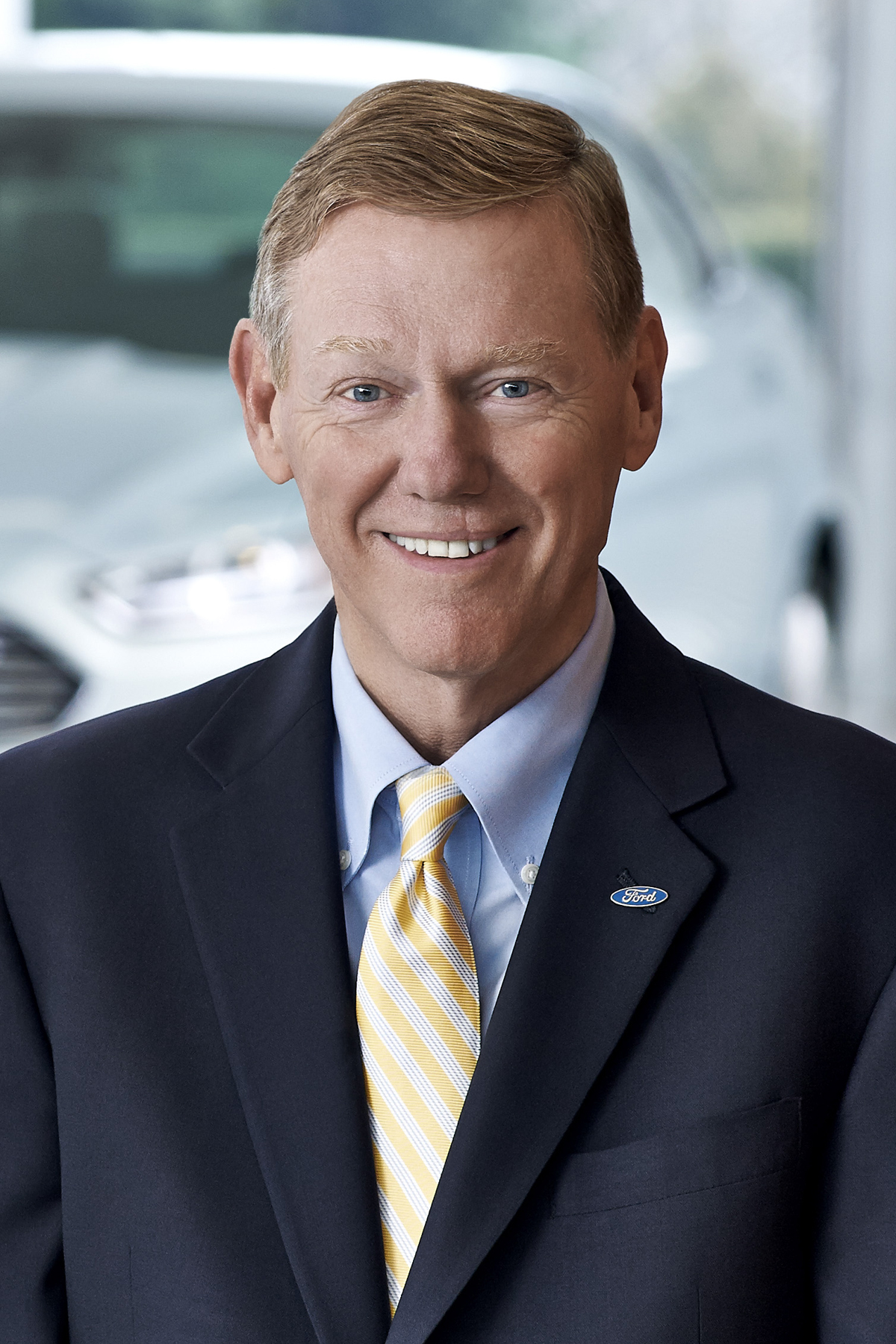
Alan Mulally
(* 1945)

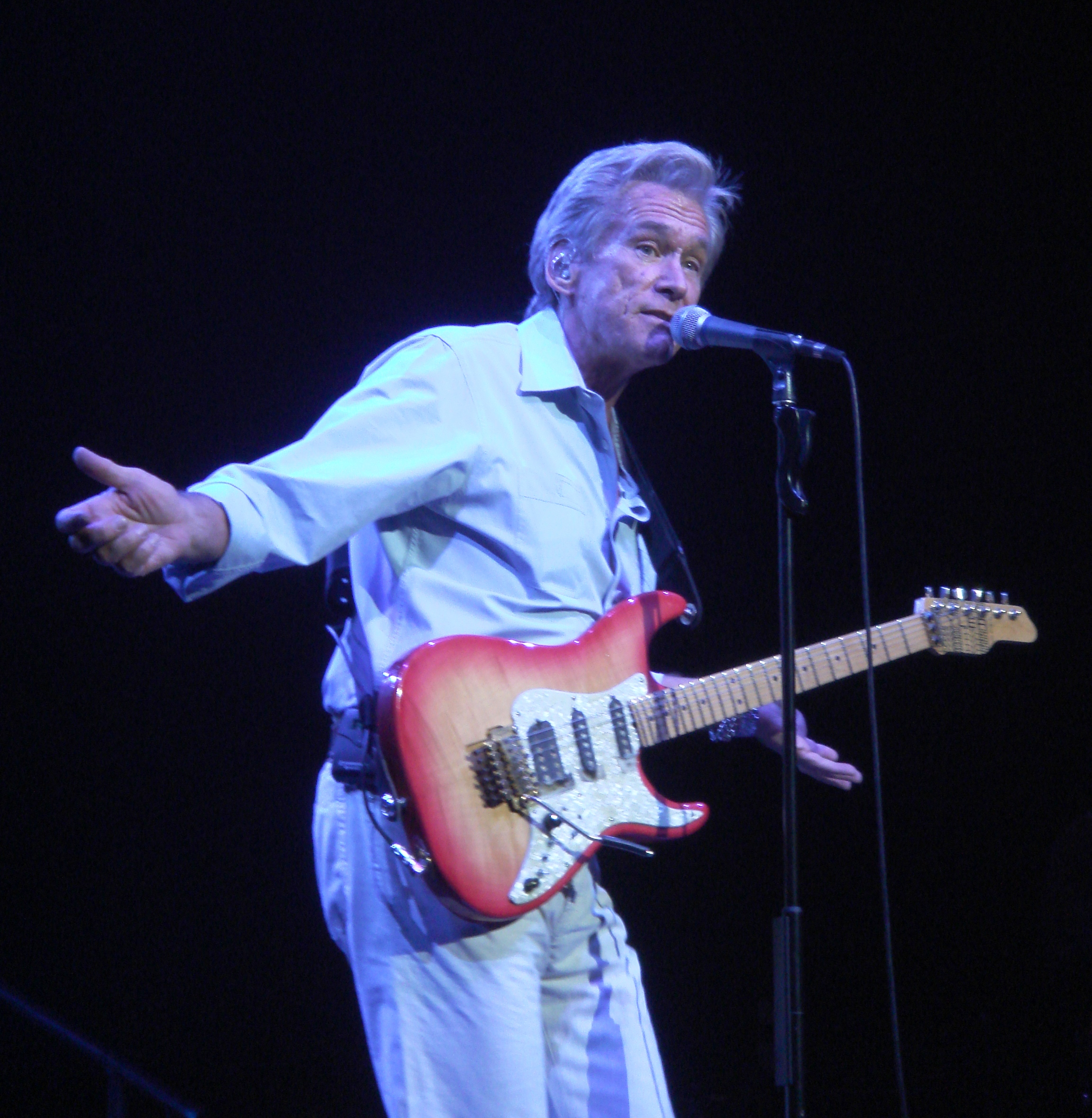
Bill Champlin
(* 1947)

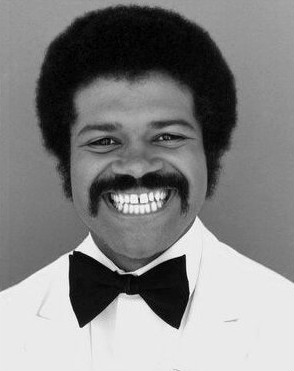
Ted Lange
(* 1948)

- William E. McEuen (1941–2020), Film- und Musikproduzent
- Ron Williams (* 1942), Schauspieler, Synchronsprecher, Sänger und Moderator
- Barbara Acklin (1943–1998), Soulsängerin und Songschreiberin
- Carolyn Carlson (* 1943), Tänzerin und Choreographin
- Stephen Clark (* 1943), Schwimmer
- Squire Fridell (* 1943), Schauspieler und Synchronsprecher
- David Gieseker (* 1943), Mathematiker
- Edwin Hawkins (1943–2018), Gospelmusiker
- Geoffrey Picard (1943–2002), Ruderer[4]
- Blinky (* 1944), Blues-, Gospel- und Soul-Sängerin
- Daniel Butler (Dan Butler; 1944–1970), Radrennfahrer[5]
- Gary Goldman (* 1944), Filmproduzent, Regisseur, Drehbuchautor und Animator
- Oliver Johnson (1944–2002), Jazzmusiker
- Judee Sill (1944–1979), Sängerin und Songschreiberin
- Stu Cook (* 1945), Bassist der Rockband Creedence Clearwater Revival
- Alan Mulally (* 1945), Ingenieur und Manager
- David Garibaldi (* 1946), Schlagzeuger, der als Mitbegründer der Funk-Rhythmik gilt
- Elizabeth Nicholls (1946–2004), Paläontologin
- Ruth Pointer (* 1946), Sängerin
- Ronald Ridenhour (1946–1998), GI und Journalist
- Bill Champlin (* 1947), Sänger, Gitarrist, Keyboardspieler, Musikproduzent und Songwriter
- Kirk Francis (* 1947), Tontechniker
- Jan Henne (* 1947), Schwimmerin
- Paul Jackson (1947–2021), Fusion-Bassgitarrist
- Marv Newland (* 1947), Animator und Filmproduzent
- Timothy B. Schmit (* 1947), Musiker, Songwriter, Bassist und Sänger
- Ron „The Reverend“ Stallings (1947–2009), Saxophonist
- Denny Dent (1948–2004), Maler
- Ted Lange (* 1948), Autor, Regisseur, Filmproduzent sowie Film- und Theaterschauspieler
- Richard Newton (* 1948), Performance- und Videokünstler
- Anita Pointer (1948–2022), Sängerin
- Elena Durán (* 1949), Flötistin
- John Markoff (* 1949), Journalist
- David M. Walba (* 1949), Chemiker
- Steve Woznick (* 1949), Radrennfahrer
- Gary Fisher (* 1950), Radrennfahrer und Zweiradmechaniker
- Greg Losey (1950–2002), Pentathlet

### 1951–1960

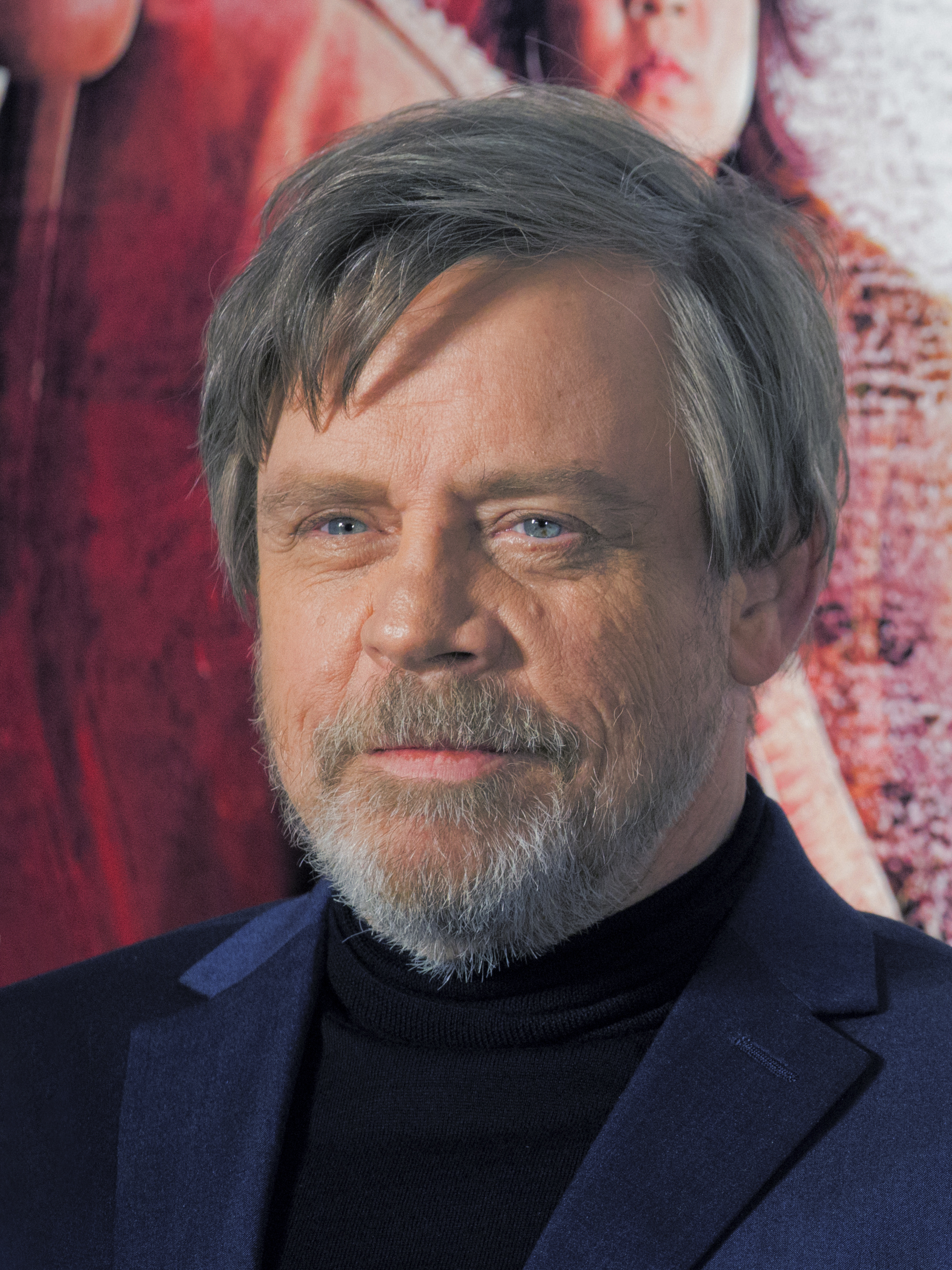
Mark Hamill
(* 1951)

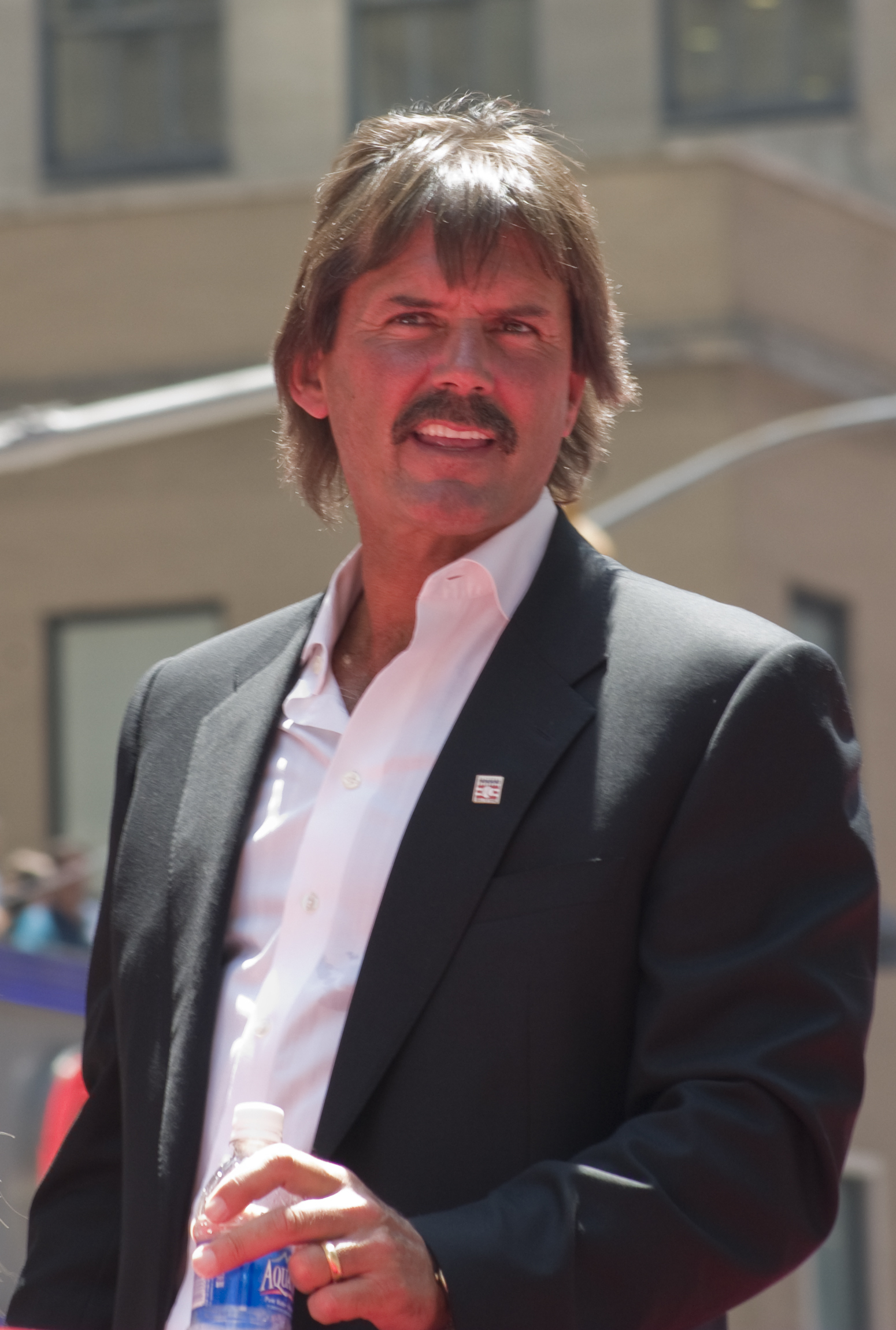
Dennis Eckersley
(* 1954)

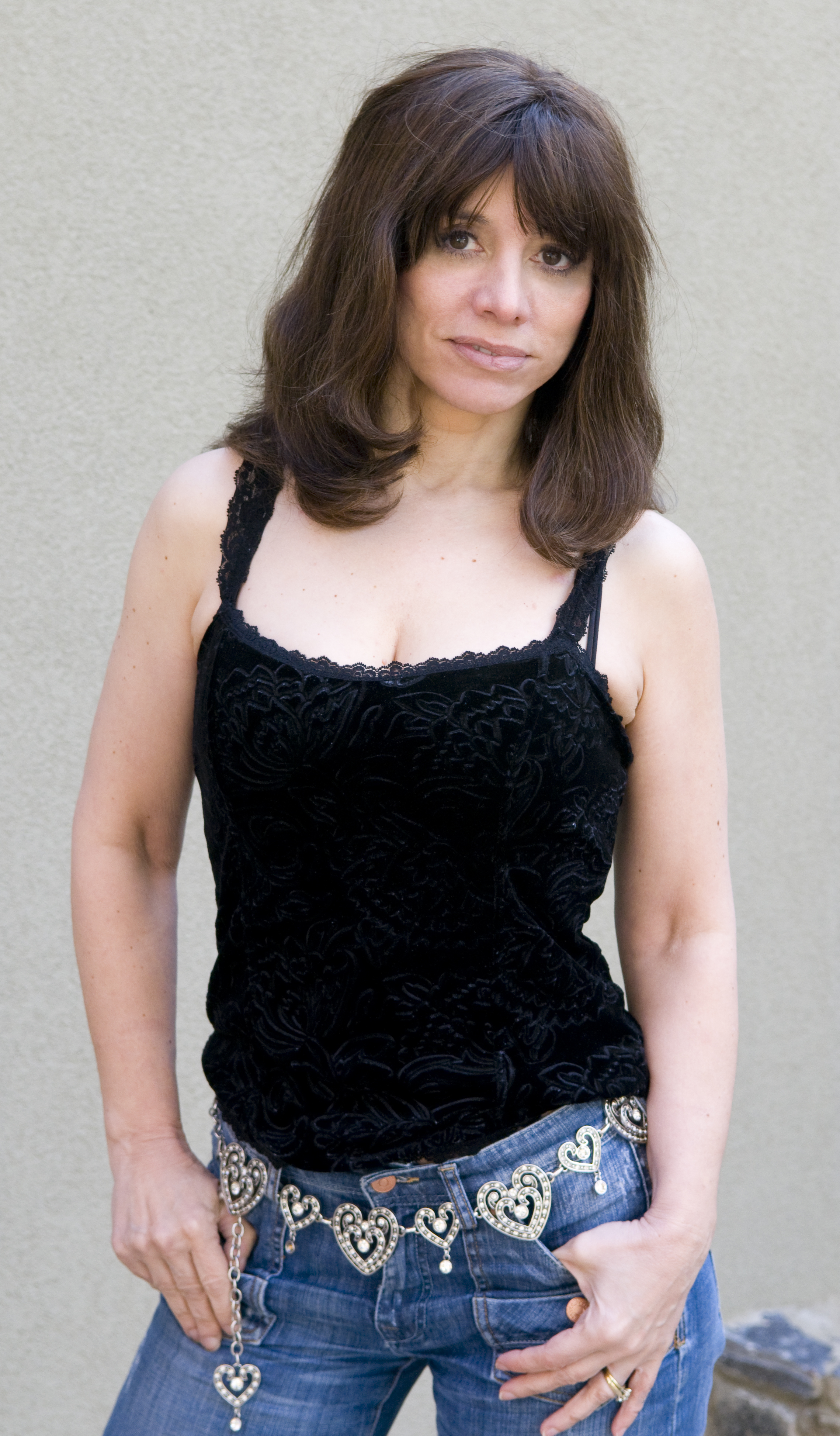
Catherine Asaro
(* 1955)

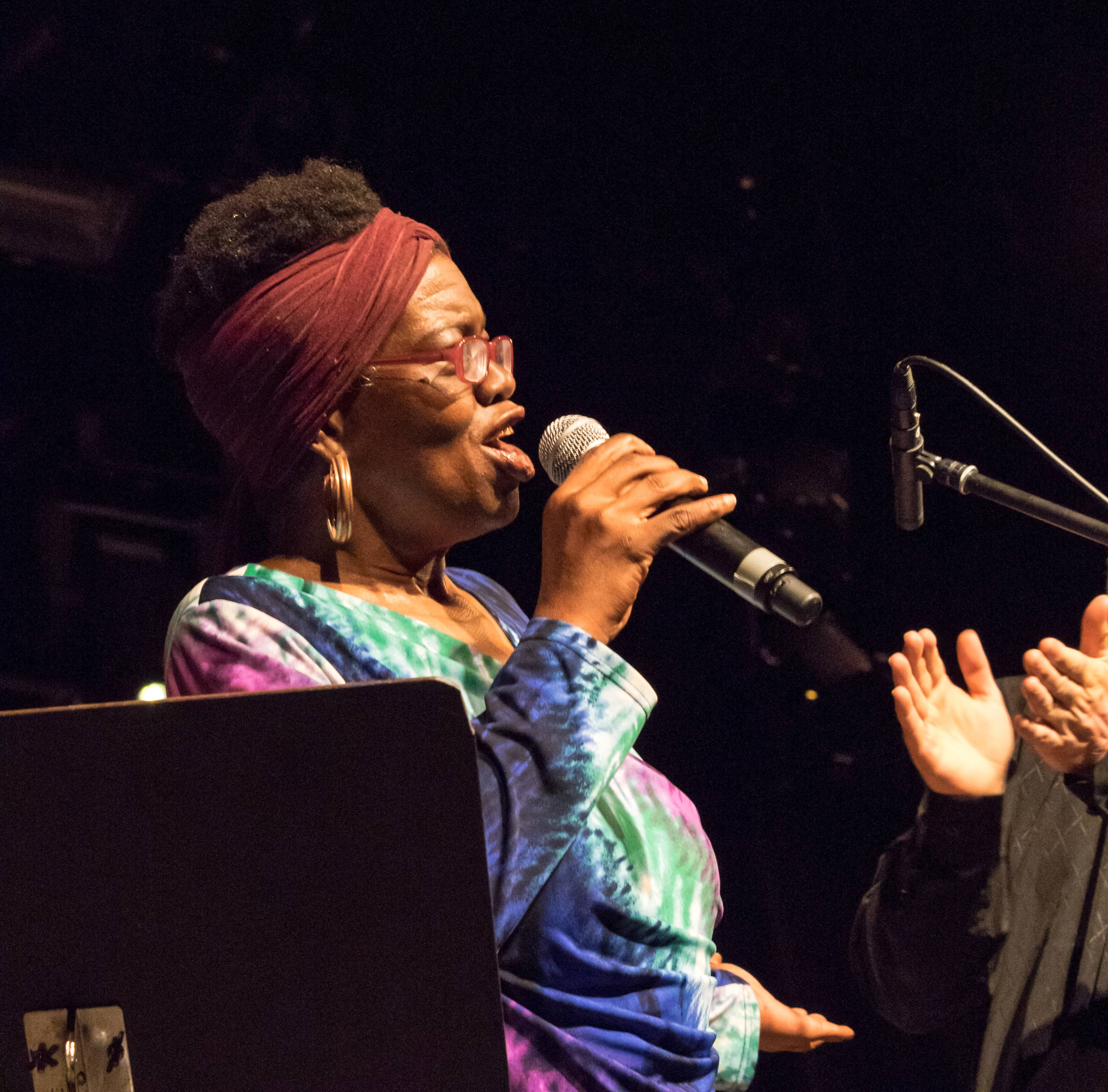
Brenda Boykin
(* 1957)

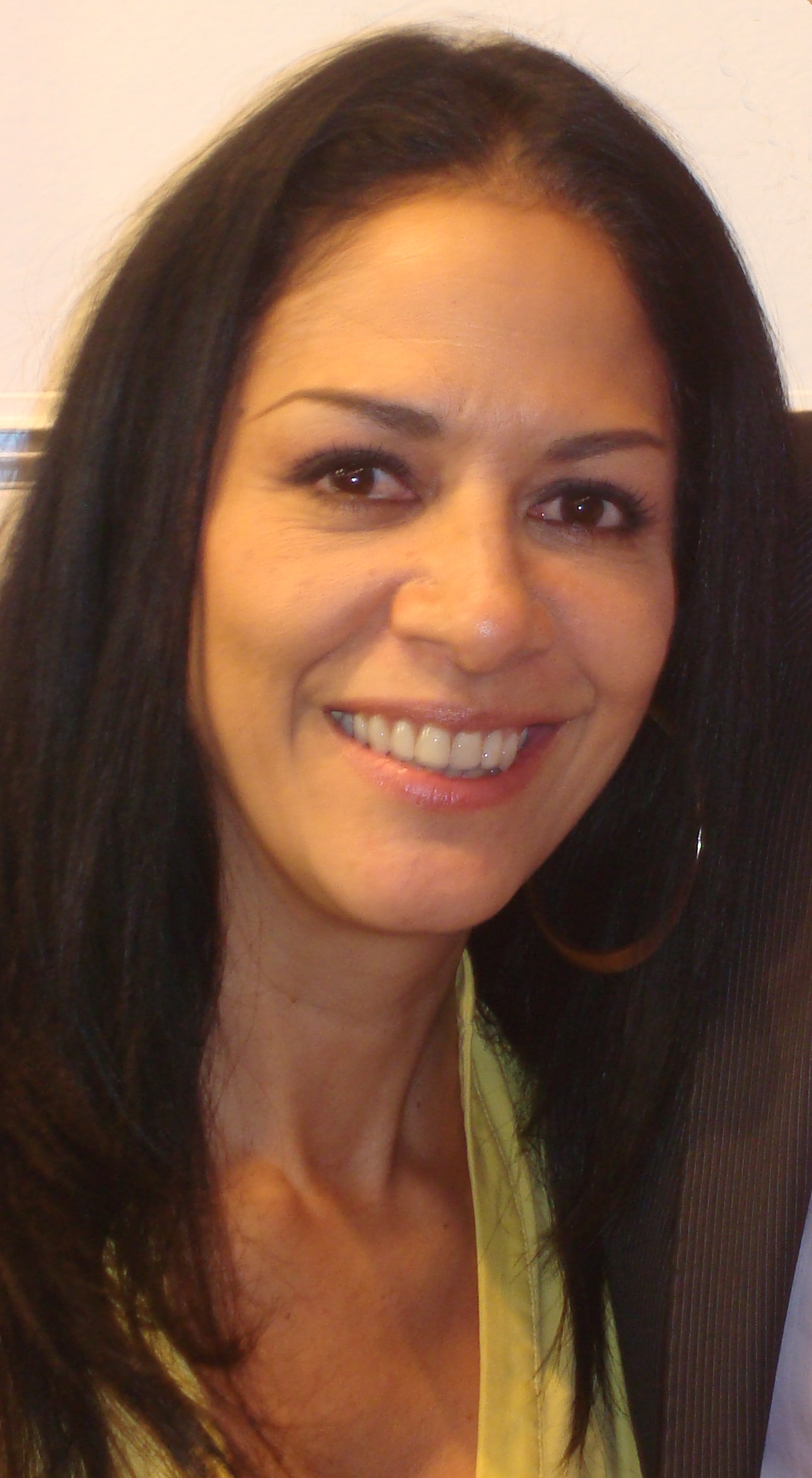
Sheila E.
(* 1957)

- Anthony Bottom (* 1951), Gefangenengewerkschafter und Mitglied der Black Panther Party
- Norton Buffalo (1951–2009), Harmonikaspieler, Produzent, Schauspieler und Sessionmusiker
- Mark Hamill (* 1951), Schauspieler
- Gail A. Mahood (* 1951), Petrologin, Vulkanologin und Geochemikerin
- Marjorie Merryman (* 1951), Komponistin und Musikpädagogin
- Seasick Steve (* 1951), Bluesmusiker
- Carla White (1951–2007), Jazz-Sängerin
- Karen Tei Yamashita (* 1951), Schriftstellerin und Dozentin
- David A. Bednar (* 1952), Apostel der Kirche Jesu Christi der Heiligen der Letzten Tage
- Glenn Burke (1952–1995), Baseballspieler
- Jane Frederick (* 1952), Leichtathletin
- Henry Kaiser (* 1952), Fusion- und Rock-Gitarrist sowie Produzent und Unterwasserfilmer
- Laurie R. King (* 1952), Schriftstellerin
- Alvin Sanders (* 1952), US-amerikanisch-kanadischer Schauspieler und Synchronsprecher
- Dave Sewelson (* 1952), Jazzmusiker
- Amy Tan (* 1952), Schriftstellerin
- Barry Coates (* 1953), Fusion- und Jazzmusiker
- Jon Faddis (* 1953), Jazzmusiker, Komponist
- Eric Fernsten (* 1953), Basketballspieler[6]
- Alex Foster (* 1953), Jazzmusiker
- Lincoln Goines (* 1953), Jazzmusiker
- Mai Lin (* 1953), Pornodarstellerin
- June Pointer (1953–2006), Sängerin
- Michele Rosewoman (* 1953), Jazzpianistin und -komponistin
- Ron Thompson (1953–2020), Gitarrist, Sänger und Songwriter
- Monte Cazazza (1954–2023), Performancekünstler und Musiker
- Daniel Goldston (* 1954), Mathematiker
- Dennis Eckersley (* 1954), Baseballspieler
- Lisa Hansen (* 1954), Ruderin[7]
- James Robinson (* 1954), Mittelstreckenläufer
- Catherine Asaro (* 1955), Science-Fiction- und Fantasy-Autorin
- Dan Brubeck (* 1955), Jazzmusiker
- Eric Drexler (* 1955), Ingenieur, Pionier und Visionär der molekularen Nanotechnologie
- David R. Morrison (* 1955), Mathematiker und Physiker
- David Murray (* 1955), Tenorsaxophonist, Bassklarinettist
- Peter Buck (* 1956), Gitarrist der Rock-Band R.E.M.
- Gregg Field (* 1956), Jazzmusiker
- Doug Padilla (* 1956), Leichtathlet
- Brenda Boykin (* 1957), Jazz- und Bluessängerin
- Sheila E. (* 1957), Percussionistin, Schlagzeugerin und Sängerin
- Peter Rocca (* 1957), Schwimmer
- Roy Sommer (* 1957), Eishockeyspieler und -trainer
- Peter Turre (1957–2022), Jazzmusiker
- Alexei Filippenko (* 1958), Astrophysiker und Professor der Astronomie
- David M. McIntosh (* 1958), Politiker und Vertreter von Indiana im US-Repräsentantenhaus
- Chris Paulson (* 1958), Straßenmusiker
- Mike Bauer (* 1959), Tennisspieler
- Stef Burns (* 1959), Gitarrist
- Suzanne Eaton (1959–2019), Molekularbiologin
- Rick Burks (1960–1989), Schauspieler
- Lee Norwood (* 1960), Eishockeyspieler und -trainer
- Cliff Robinson (* 1960), Basketballspieler[8]
- Bob Roll (* 1960), Radrennfahrer und Autor

### 1961–1970

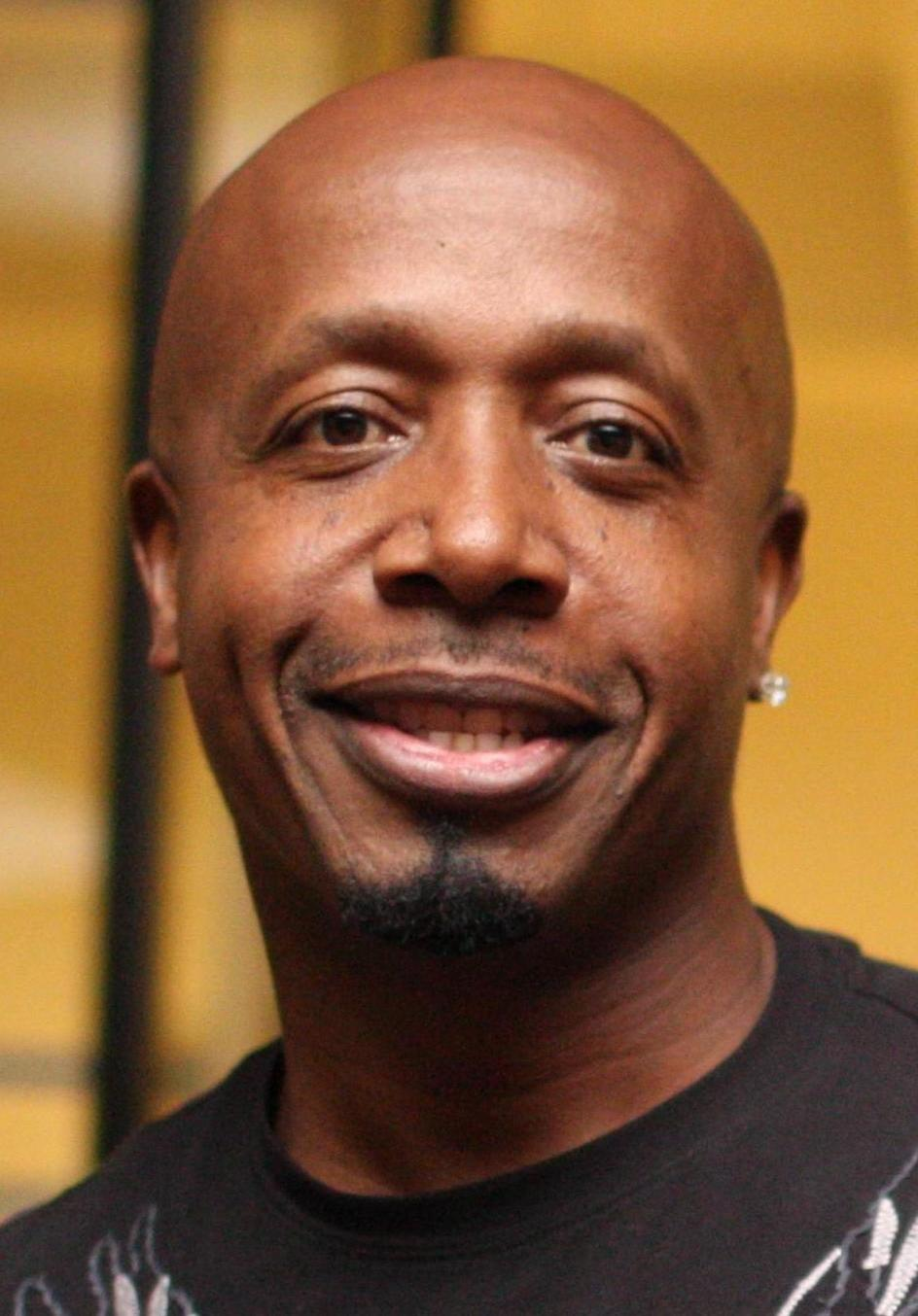
MC Hammer
(* 1962)

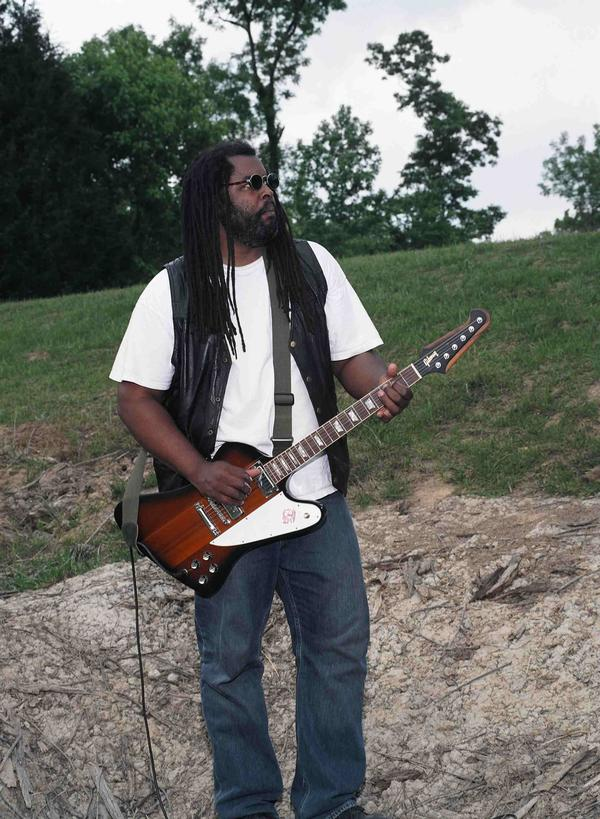
Alvin Youngblood Hart
(* 1963)

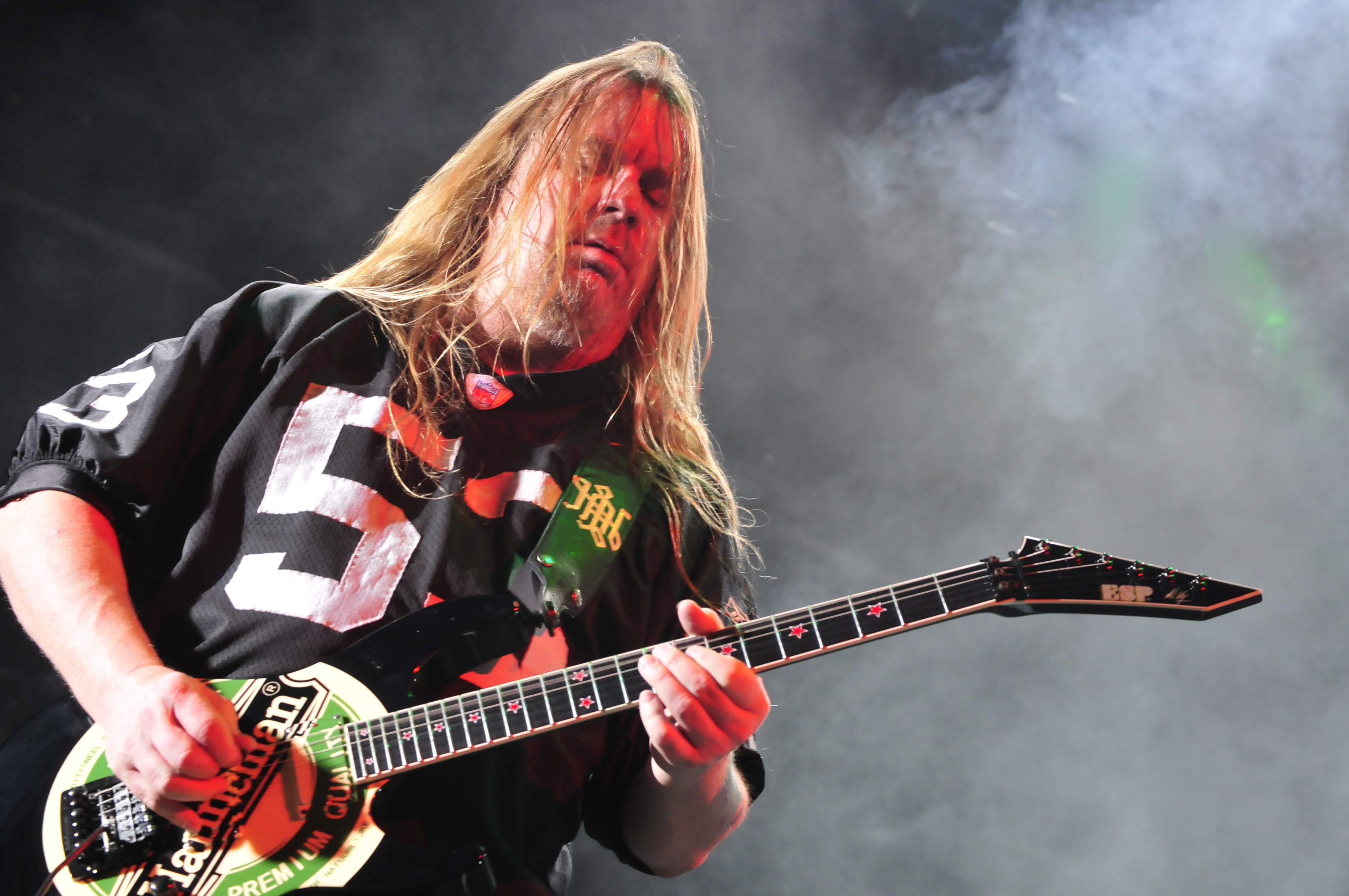
Jeff Hanneman
(* 1964)

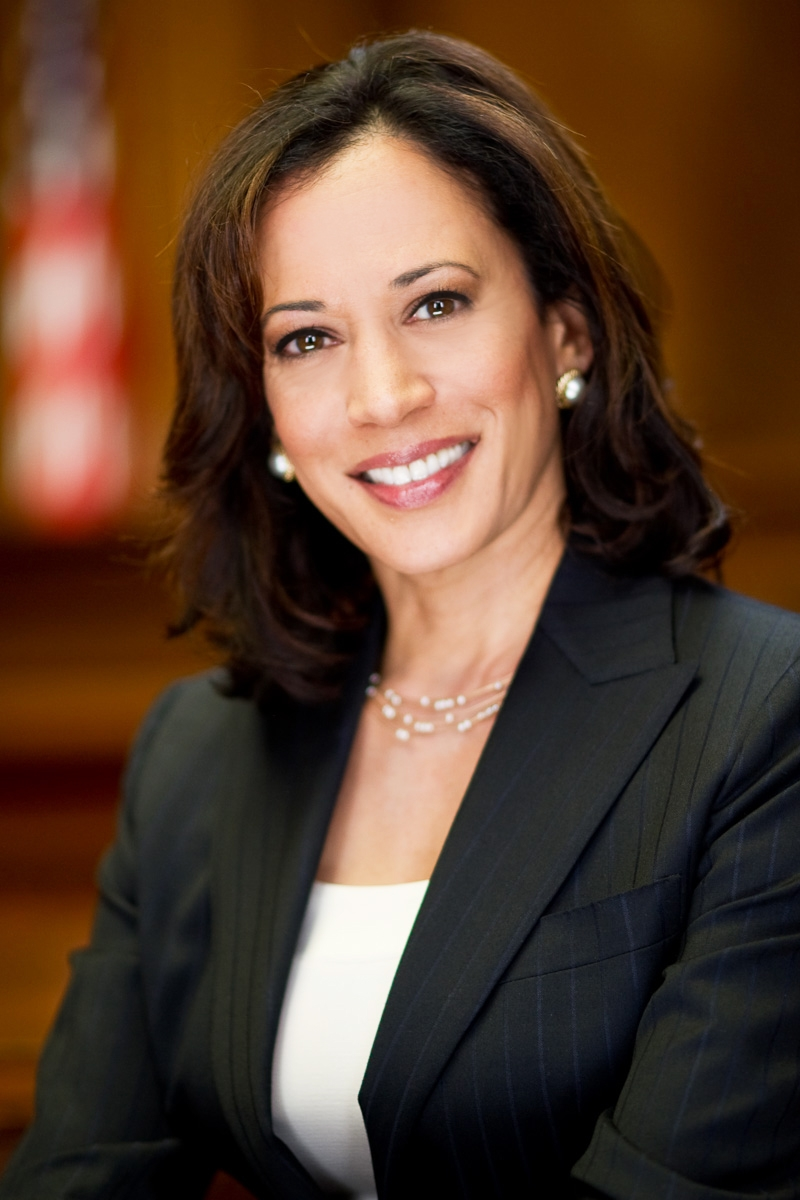
Kamala Harris
(* 1964)

- Nora Chastain (* 1961), Violinistin und Geigenpädagogin
- Brad Gilbert (* 1961), Tennisspieler
- Leslie Deniz (* 1962), Diskuswerferin
- Craig Handy (* 1962), Tenorsaxophonist des Modern Jazz
- MC Hammer (* 1962), Rapper
- Eddie Chacon (* 1963), Soulmusiker
- Alvin Youngblood Hart (* 1963), Blues-Musiker
- Lorenzo Lynch (* 1963), American-Football-Spieler
- Matthew Malley (* 1963), Bassist, Songwriter und Musikproduzent
- Hans Reiser (* 1963), Informatiker
- Nada Gordon (* 1964), Autorin und Künstlerin
- Jeff Hanneman (1964–2013), Gitarrist der Thrash-Metal-Band Slayer
- Kamala Harris (* 1964), Juristin, Politikerin und amtierende Vizepräsidentin der Vereinigten Staaten von Amerika
- Stephan Jenkins (* 1964), Musiker
- Pebbles (* 1964), Pop-, Soul- und R&B-Sängerin
- Tommy Lynn Sells (1964–2014), Serienmörder
- Eugene Swift (* 1964), Leichtathlet[9]
- Tim Armstrong (* 1965), Musiker und Musikproduzent Rancid
- Brandon Lee (1965–1993), Schauspieler
- Libby Schaaf (* 1965), Politikerin
- Michael Franti (* 1966), Lyriker und Musiker
- Don Myrah (* 1966), Radrennfahrer
- Raphael Saadiq (* 1966), Musiker und Komponist
- Brian Shaw (* 1966), Basketballspieler und -trainer
- Too Short (* 1966), Rapper
- Jill Whelan (* 1966), Schauspielerin
- Robb Flynn (* 1967), Sänger und Gitarrist der Thrash-Metal-Band Machine Head
- Antonio Davis (* 1968), Basketballspieler
- Charlie Huston (* 1968), Roman-, Comic- und Drehbuchautor
- Mitch Mullany (1968–2008), Schauspieler und Komiker
- Gary Payton (* 1968), Basketballspieler
- Jon Barry (* 1969), Basketballspieler
- Mario Bailey (* 1970), American-Football-Spieler
- Mac Dre (1970–2004), Gangstarapper
- Shemar Moore (* 1970), Schauspieler
- Tracey Snelling (* 1970), Multimedia-Künstlerin
- Alexander Roger Wolf (* 1970), Schauspieler

### 1971–1980
- Pooh-Man (* 1971), Rapper

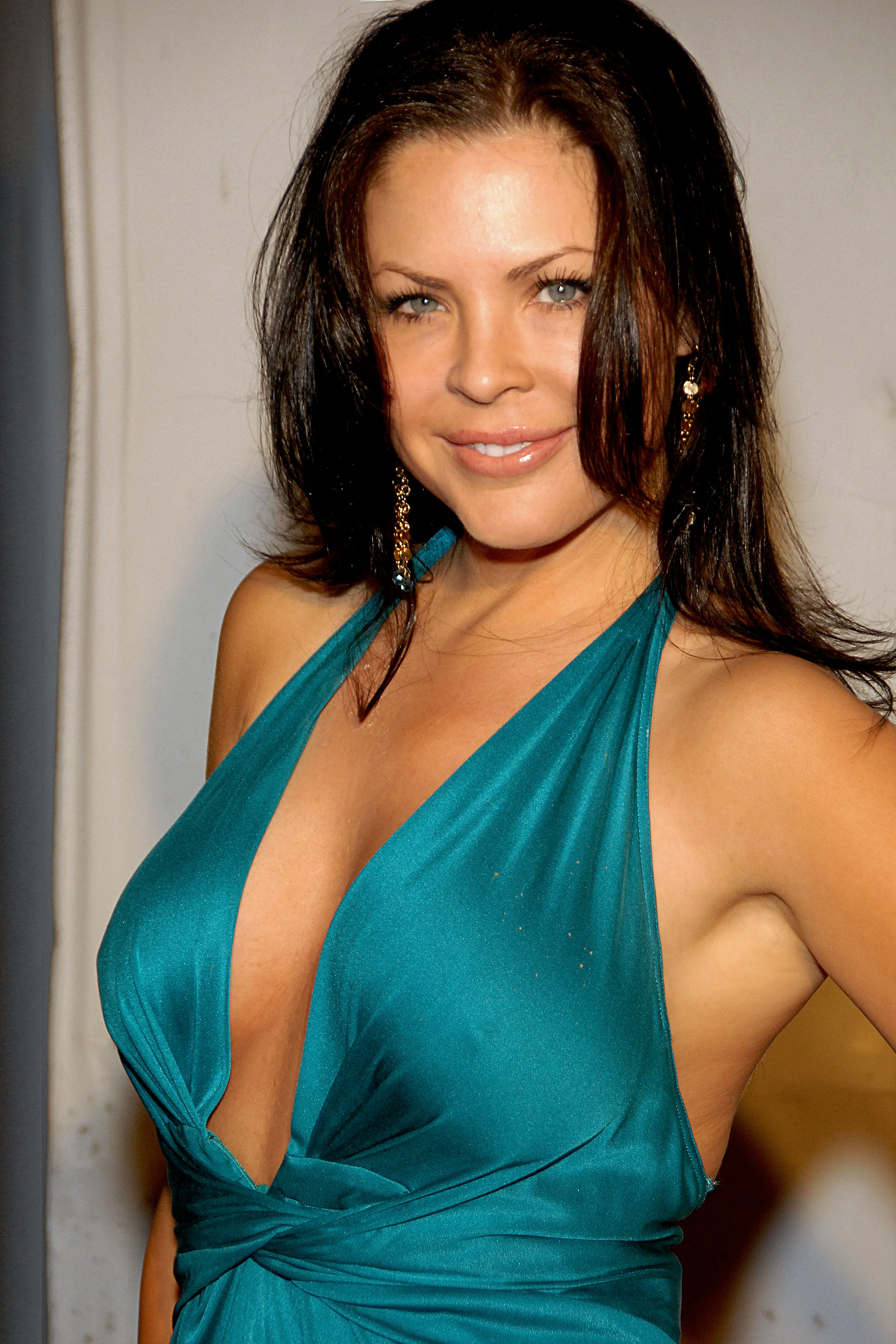
Christa Campbell
(* 1972)

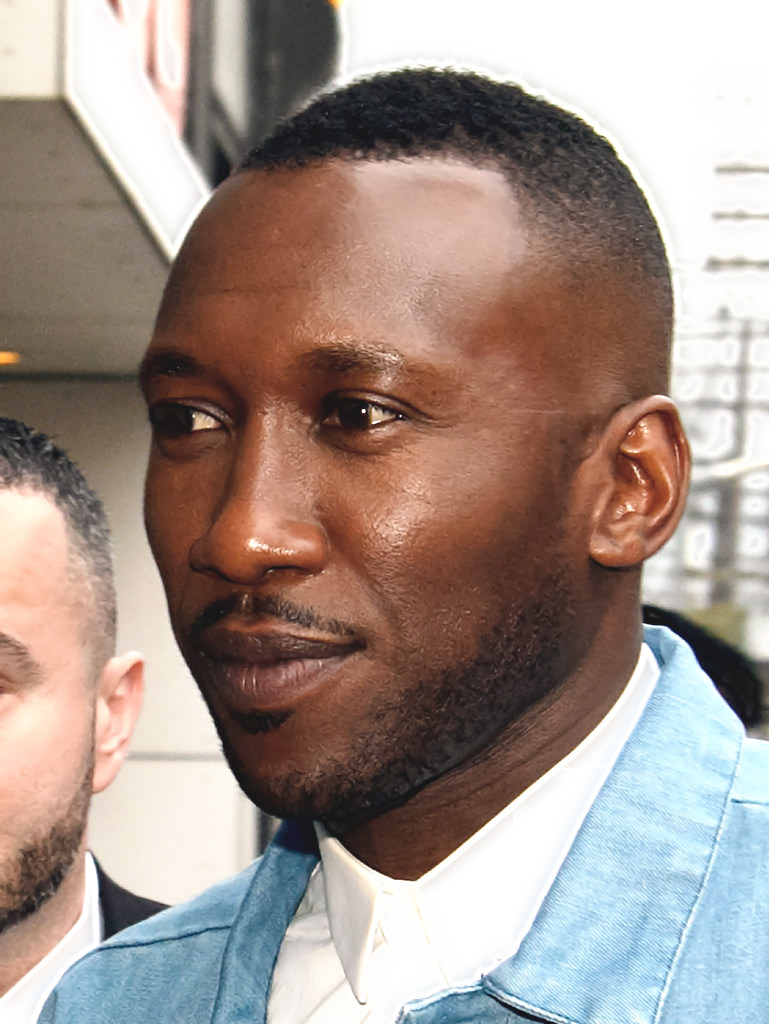
Mahershala Ali
(* 1974)

- Isaiah Rider (* 1971), Basketballspieler
- Billie Joe Armstrong (* 1972), Frontsänger und Gitarrist der Punkrockband Green Day
- Christa Campbell (* 1972), Schauspielerin und Filmproduzentin
- Adam Duce (* 1972), Bassist
- Del tha Funkee Homosapien (* 1972), Rapper
- Drew Barry (* 1973), Basketballspieler
- Rockmond Dunbar (* 1973), Schauspieler
- Rahsaan Smith (* 1973), Basketballspieler
- Mahershala Ali (* 1974), Film- und Theaterschauspieler
- Russell Hornsby (* 1974), Schauspieler
- Shakir Stewart (1974–2008), Musikunternehmer
- Yukmouth (* 1974), Rapper
- David Requiro (* ≈1975), Cellist und Musikpädagoge
- Alan Ferber (* 1975), Jazzposaunist und Komponist
- Mark Ferber (* 1975), Jazzschlagzeuger
- Cary Joji Fukunaga (* 1977), Regisseur, Drehbuchautor, Kameramann und Filmproduzent
- Carina Vance Mafla (* 1977), ecuadorianische Politikerin
- Keak da Sneak (* 1977), Rapper
- Paul Pierce (* 1977), Basketballspieler
- Kelli White (* 1977), Leichtathletin
- Matt Bettinelli-Olpin (* 1978), Regisseur, Drehbuchautor, Filmschauspieler und Musiker
- Heather Petri (* 1978), Wasserballspielerin[10]
- Cassidy Haley (* 1980), Sänger, Songwriter und Modedesigner

### 1981–2000

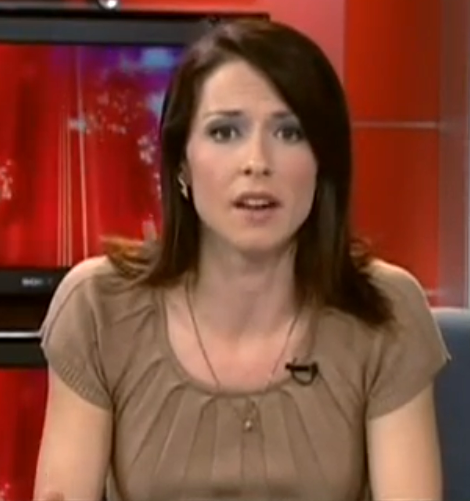
Abby Martin
(* 1984)

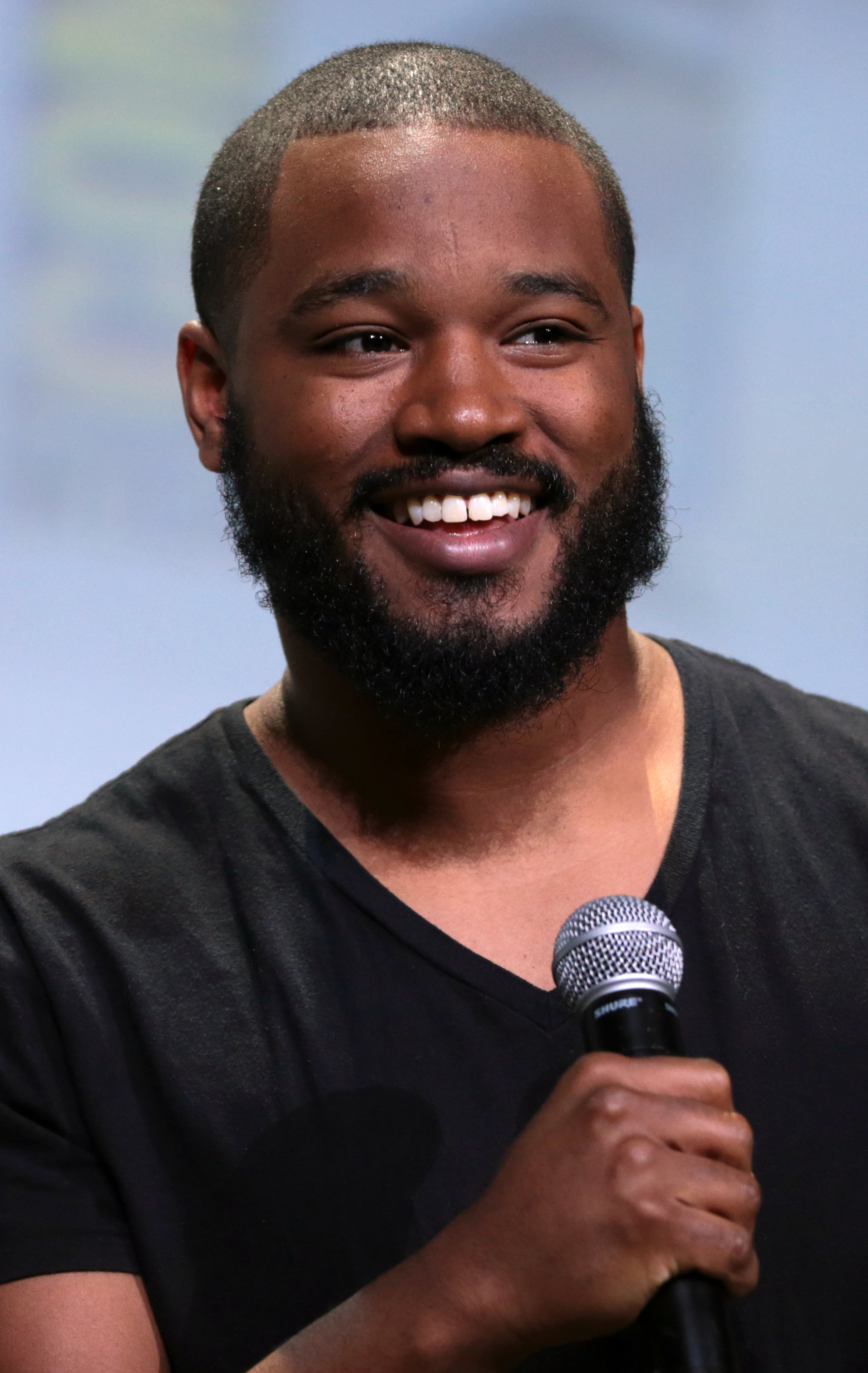
Ryan Coogler
(* 1986)

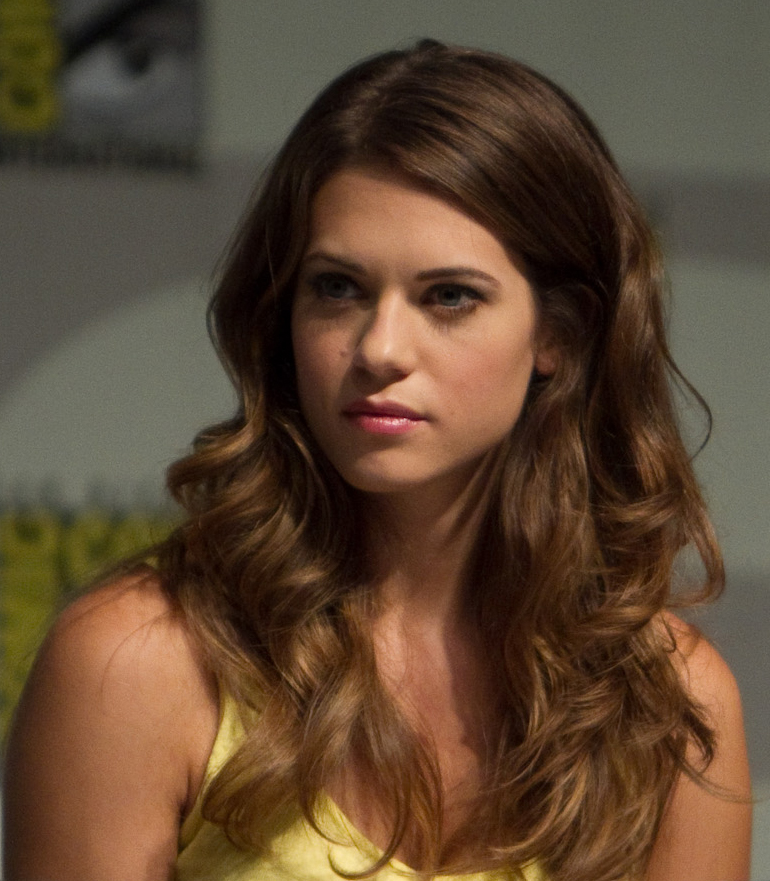
Lyndsy Fonseca
(* 1987)

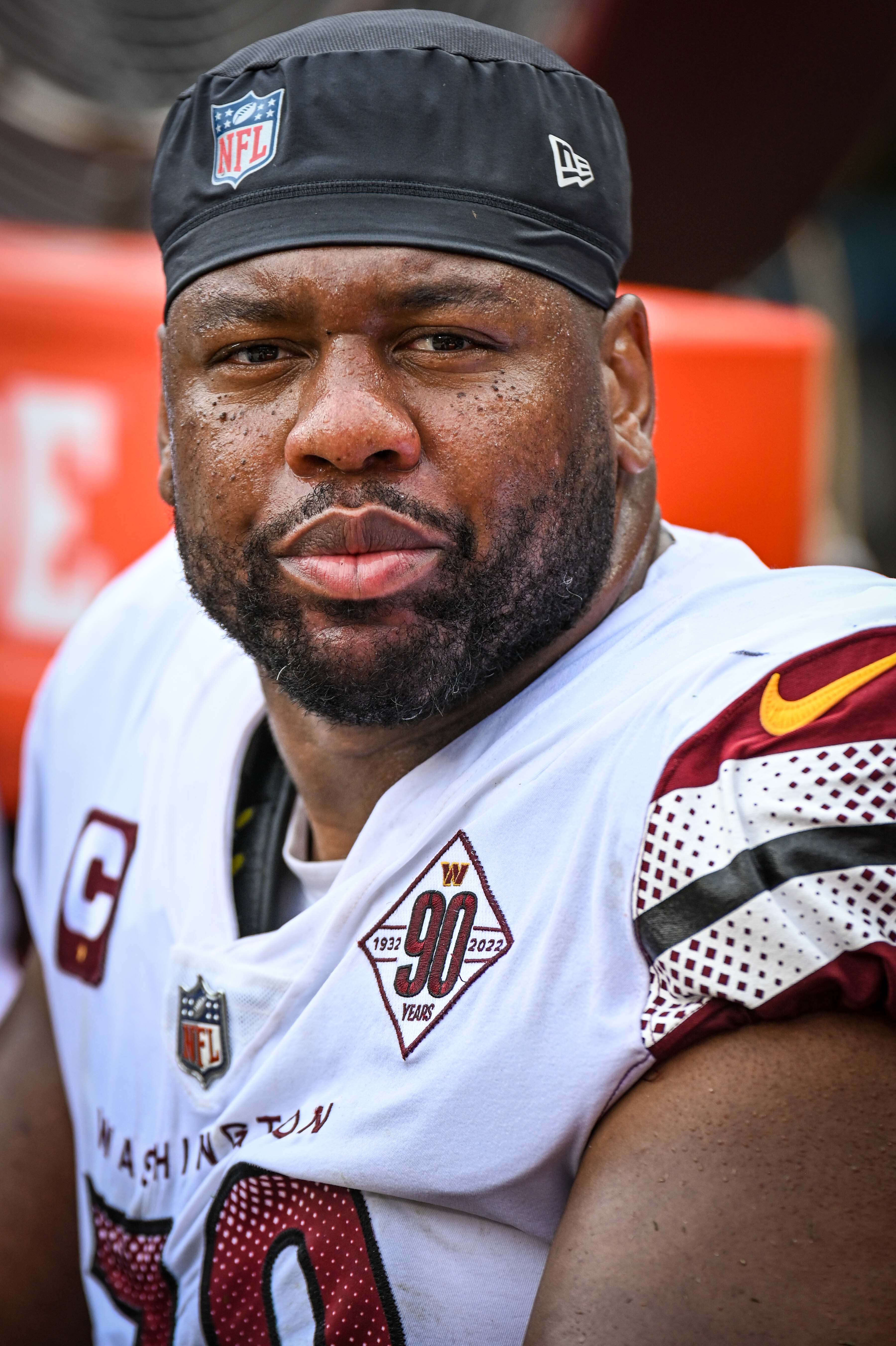
Charles Leno Jr.
(* 1991)

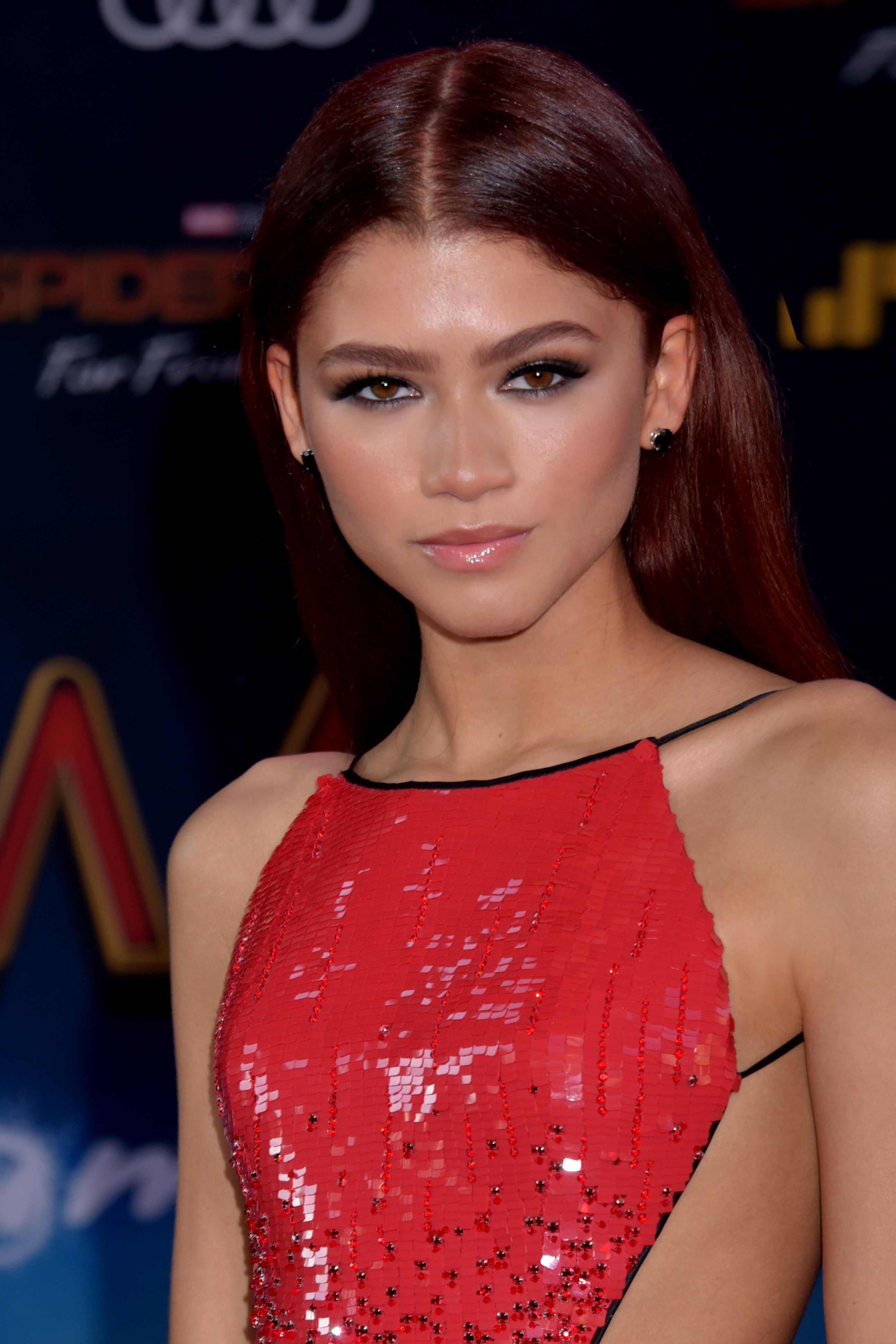
Zendaya
(* 1996)

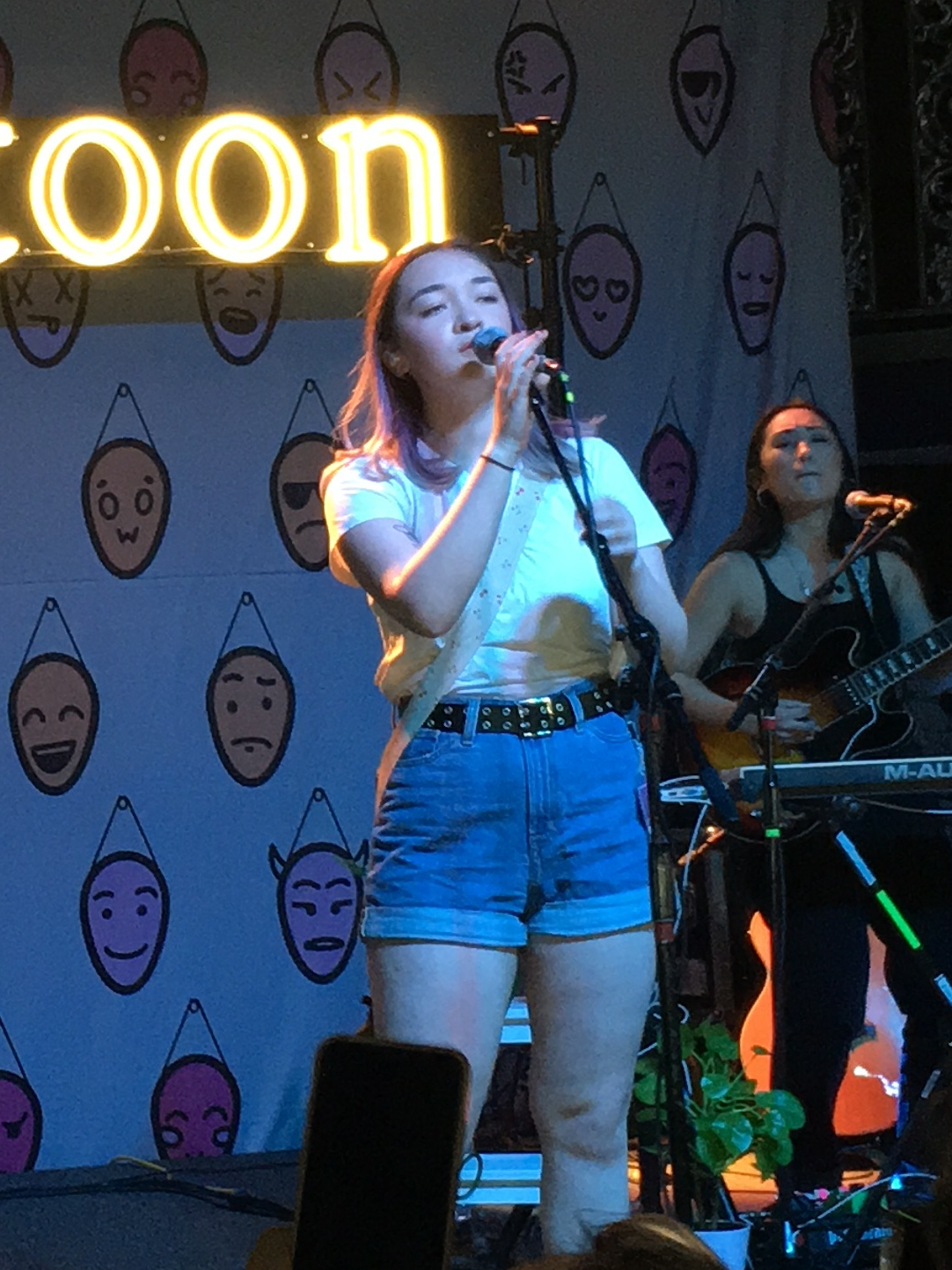
mxmtoon
(* 2000)

- David Bell (* 1981), Basketballspieler
- Keyshia Cole (* 1981), Soul- & R&B-Sängerin
- Drew Gooden (* 1981), Basketballspieler
- Ambrose Akinmusire (* 1982), Jazz-Trompeter und Komponist
- Calen Carr (* 1982), Fußballspieler
- Justin Chu Cary (* 1982), Schauspieler
- Daveed Diggs (* 1982), Schauspieler und Rapper
- Jonathan Finlayson (* 1982), Jazztrompeter
- Daniel Rosenboom (* 1982), Jazzmusiker und Komponist
- Lorenzo Alexander (* 1983), American-Football-Spieler
- Kathleen Bertko (* 1983), Leichtgewichts-Ruderin
- David Lim (* 1983), Schauspieler
- Meena Harris (* 1984), Anwältin, Produzentin und Kinderbuchautorin
- Abby Martin (* 1984), Journalistin und politische Aktivistin
- Leon Powe (* 1984), Basketballspieler
- Thomas DeCoud (* 1985), American-Football-Spieler
- Maurice Jones-Drew (* 1985), American-Football-Spieler
- DeMarcus Nelson (* 1985), Basketballspieler
- Nicole Shanahan (* 1985), Unternehmerin, Anwältin, Philanthropin und Politikerin
- Ayinde Ubaka (* 1985), Basketballspieler
- Ryan Coogler (* 1986), Filmregisseur und Drehbuchautor
- Ahmad Hatifie (* 1986), amerikanisch-afghanischer Fußballspieler
- Marshawn Lynch (* 1986), American-Football-Spieler
- Derrick Brown (* 1987), Basketballspieler
- Lyndsy Fonseca (* 1987), Schauspielerin
- Dagna Litzenberger-Vinet (* 1987), französisch-amerikanische Schauspielerin
- Uhunoma Osazuwa (* 1987), nigerianische Leichtathletin[11]
- Daniella Pineda (* 1987), US-amerikanisch-mexikanische Schauspielerin, Autorin und Komikerin
- Bobby Brackins (* 1988), Rapper
- G-Eazy – Gerald Earl Gillum (* 1989), Rapper
- Jonn Hart, bürgerlich Di'Jonn Grizzell (* 1989), Sänger (R&B) und Songwriter
- Doug Martin (* 1989), American-Football-Spieler
- Damian Lillard (* 1990), Basketballspieler
- Ayden Mayeri (* 1990), Schauspielerin und Autorin
- Will Cherry (* 1991), Basketballspieler
- Jared Cunningham (* 1991), Basketballspieler
- Charles Leno Jr. (* 1991), American-Football-Spieler
- Still Woozy (* 1992), Sänger des Indie-Pop
- Marcus Peters (* 1993), American-Football-Spieler
- Roy Robertson-Harris (* 1993), American-Football-Spieler
- Shay Hatten (* 1994), Drehbuchautor
- Takkarist McKinley (* 1995), American-Football-Spieler
- Destiny Smith-Barnett (* 1996), liberianisch-US-amerikanische Sprinterin
- Zendaya (* 1996), Schauspielerin
- Ivan Rabb (* 1997), Basketballspieler
- Angus Cloud (1998–2023), Schauspieler
- Leki Fotu (* 1998), American-Football-Spieler
- Khamani Griffin (* 1998), Schauspieler[12]
- Souley Boum (* 1999), Basketballspieler
- Camron Reece (* 1999), Basketballspieler
- Alijah Vera-Tucker (* 1999), American-Football-Spieler
- mxmtoon (* 2000), Liedermacherin und YouTuberin

### Geburtsjahr unbekannt
- Jon Carlo (* 20. Jahrhundert), Schauspieler, Synchronsprecher und Filmschaffender
- Swindoe (* 20. Jahrhundert), Rapper
- Aiden Thomas (*20. oder 21. Jahrhundert), Autor

## 21. Jahrhundert
- Malcolm Clemons (* 2002), Weitspringer
- Jewel Roemer (* 2002), Wasserballspielerin